# Untiefen des Rheins
Untiefen des Rheins finden sich an zahlreichen Stellen in seinem Verlauf. Im Laufe der Zeit hat sich der Rhein ein sehr enges und kurvenreiches Flussbett durch das Rheinische Schiefergebirge gegraben. So sind Felsen ober- und unterhalb der Wasseroberfläche stehengeblieben, die die Rheinschifffahrt behinderten oder bei niedrigen Wasserständen gefährdeten. 
Die Untiefen und ihre optische und akustische Wahrnehmung an der Oberfläche waren fester Bestandteil der Rheinromantik gewesen. So schrieb Victor Hugo auf seiner Rheinreise 1840: „Herrlich braust der Rhein um Bacharach. Es scheint, als liebe und wahre er stolz seine Altstadt. Man möchte ihm zurufen: Gut gebrüllt, Löwe ! Auf Weite eines Armbrust-Schusses verfängt und windet er sich in einem Felsentrichter und ahmt Schaum und Gebrause des Ozeans nach. Diese böse Stelle heißt „das wilde Gefährt“. Es sieht schreckhafter aus, ist aber weniger gefährlich als „die Bank“ bei Sankt Goar.“
Heute sind viele dieser Untiefen durch den Rheinausbau beseitigt oder entschärft worden. Die alten Namen, die von Schiffern und Fischern geprägt wurden, gibt es noch immer. Zwischen Sankt Goar und Oberwesel wird die Schifffahrt seit 1972 mit Hilfe von Lichtsignalen gewahrschaut. Bis 1988 waren auf der Strecke Sankt Goar bis Bingen die Rheinlotsen tätig.

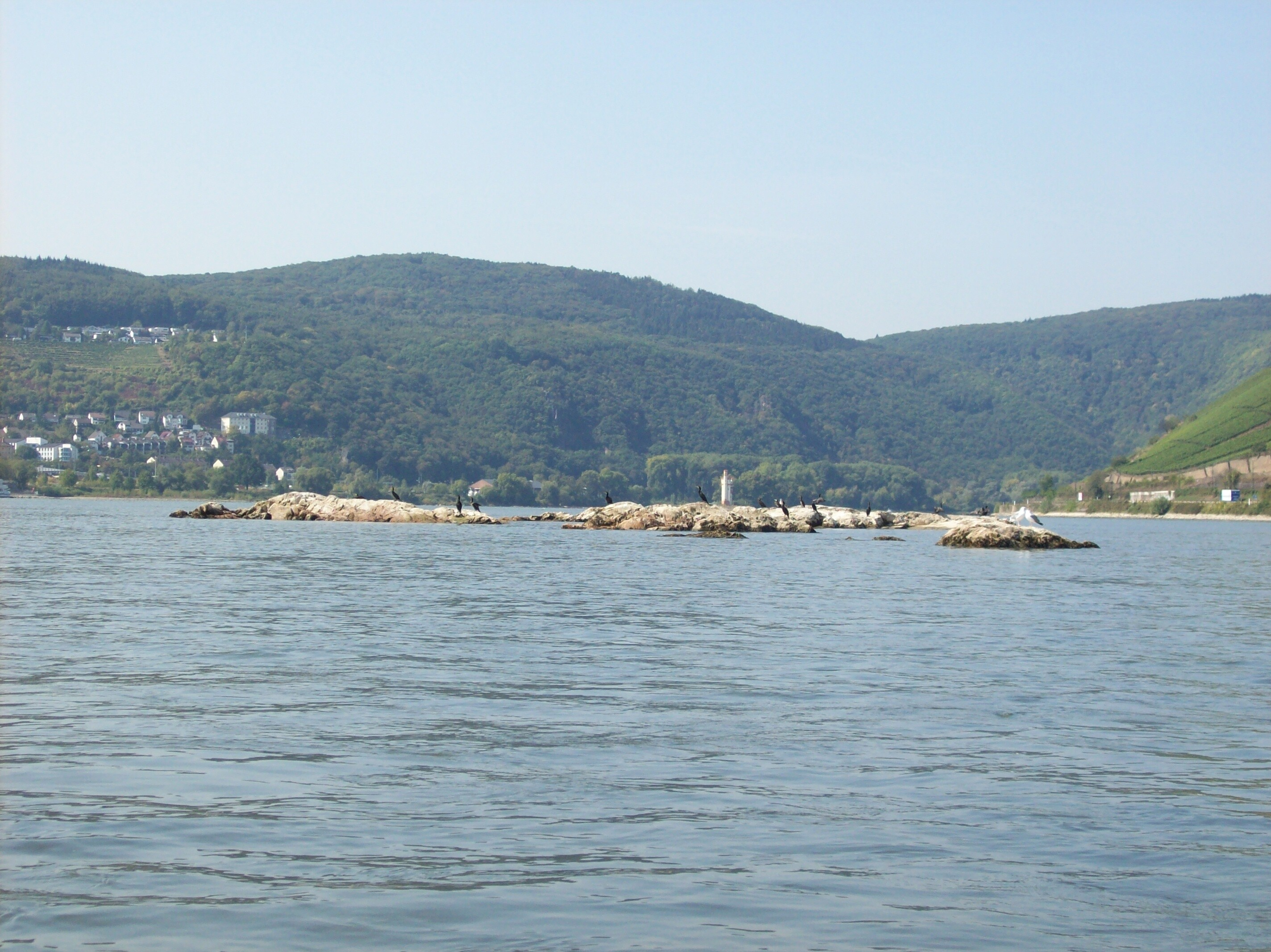
Krausaue, rechtsrheinisch oberhalb des Binger Lochs
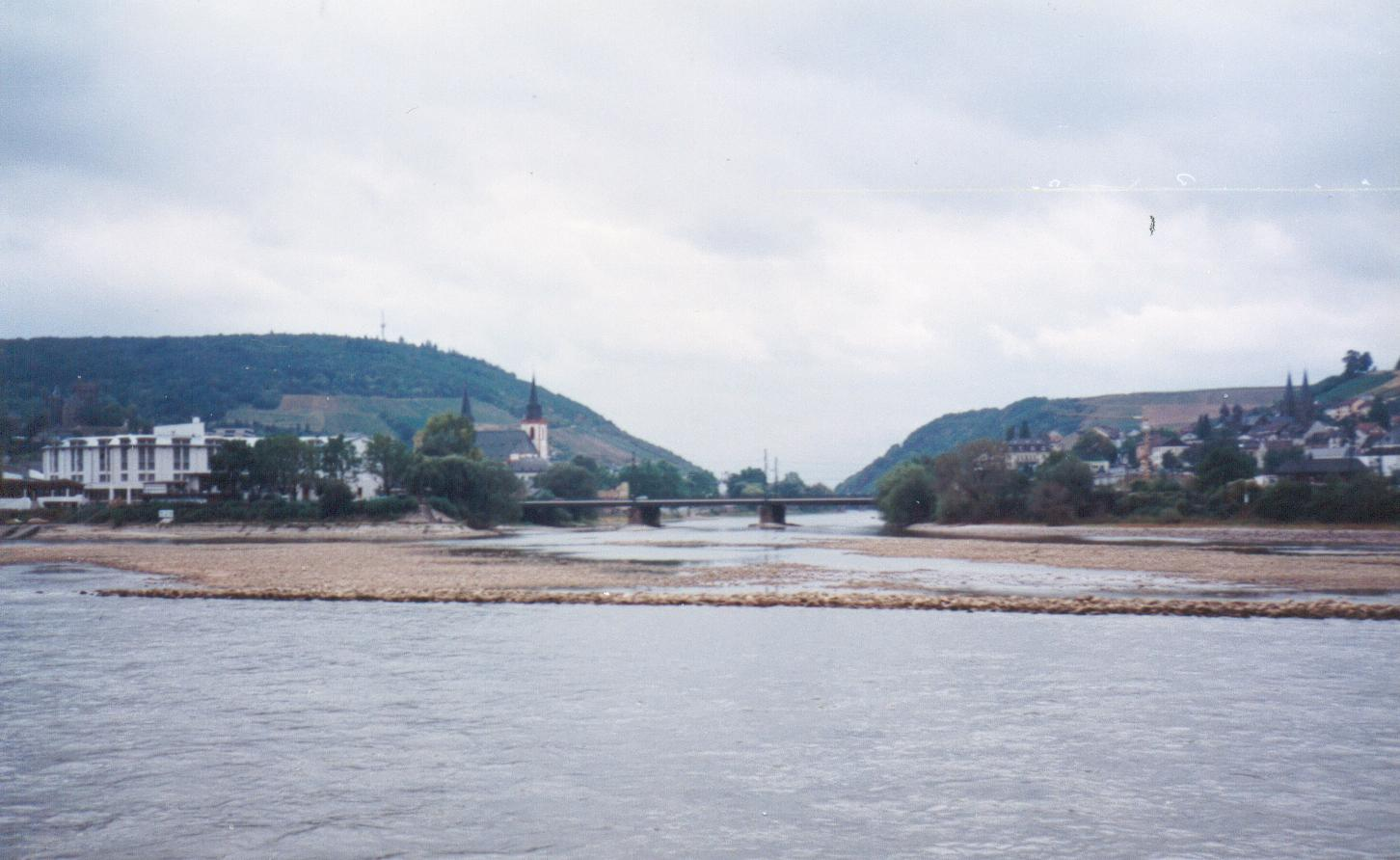
Nahemündung bei Niedrigwasser
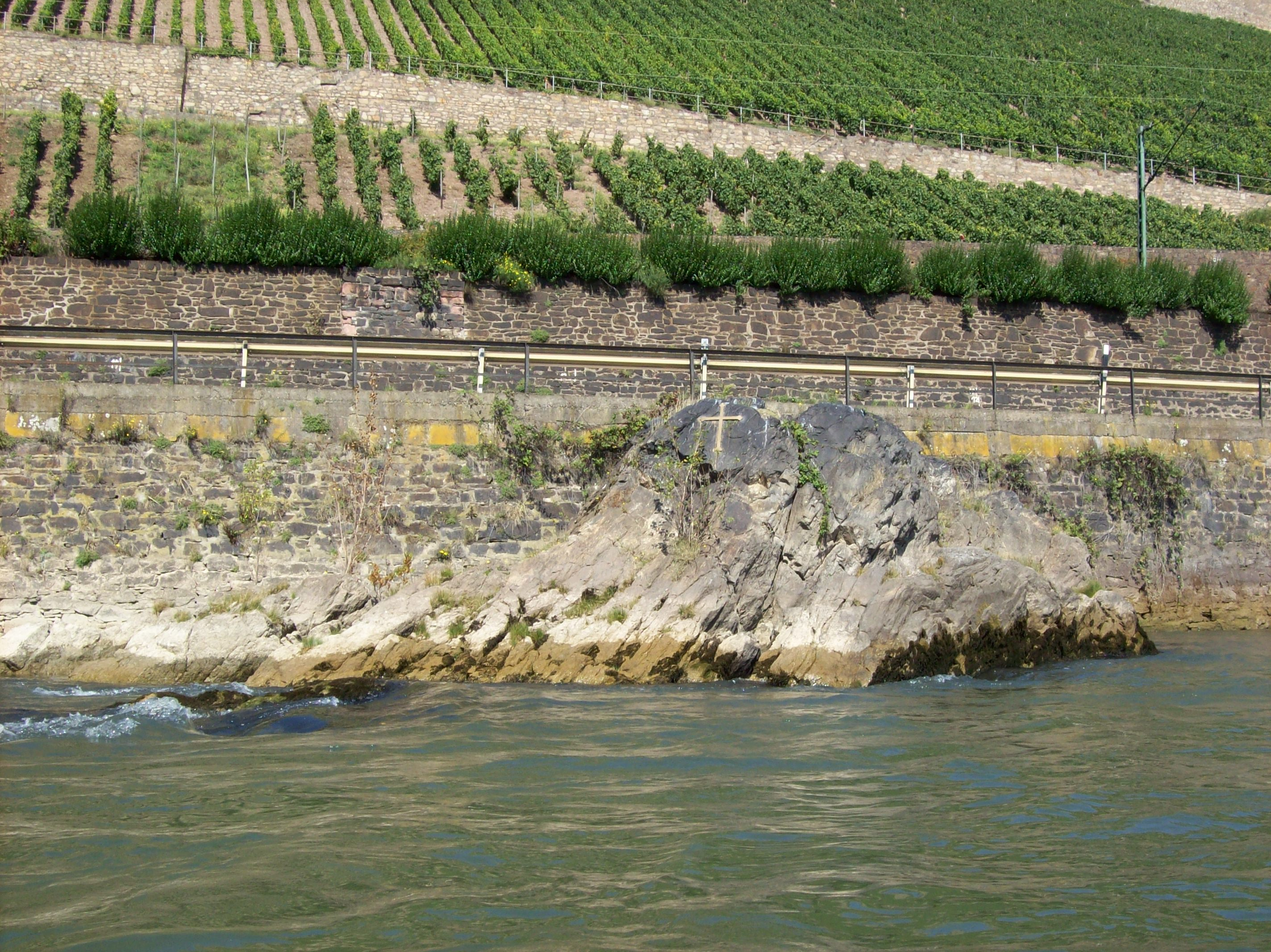
Mühlstein
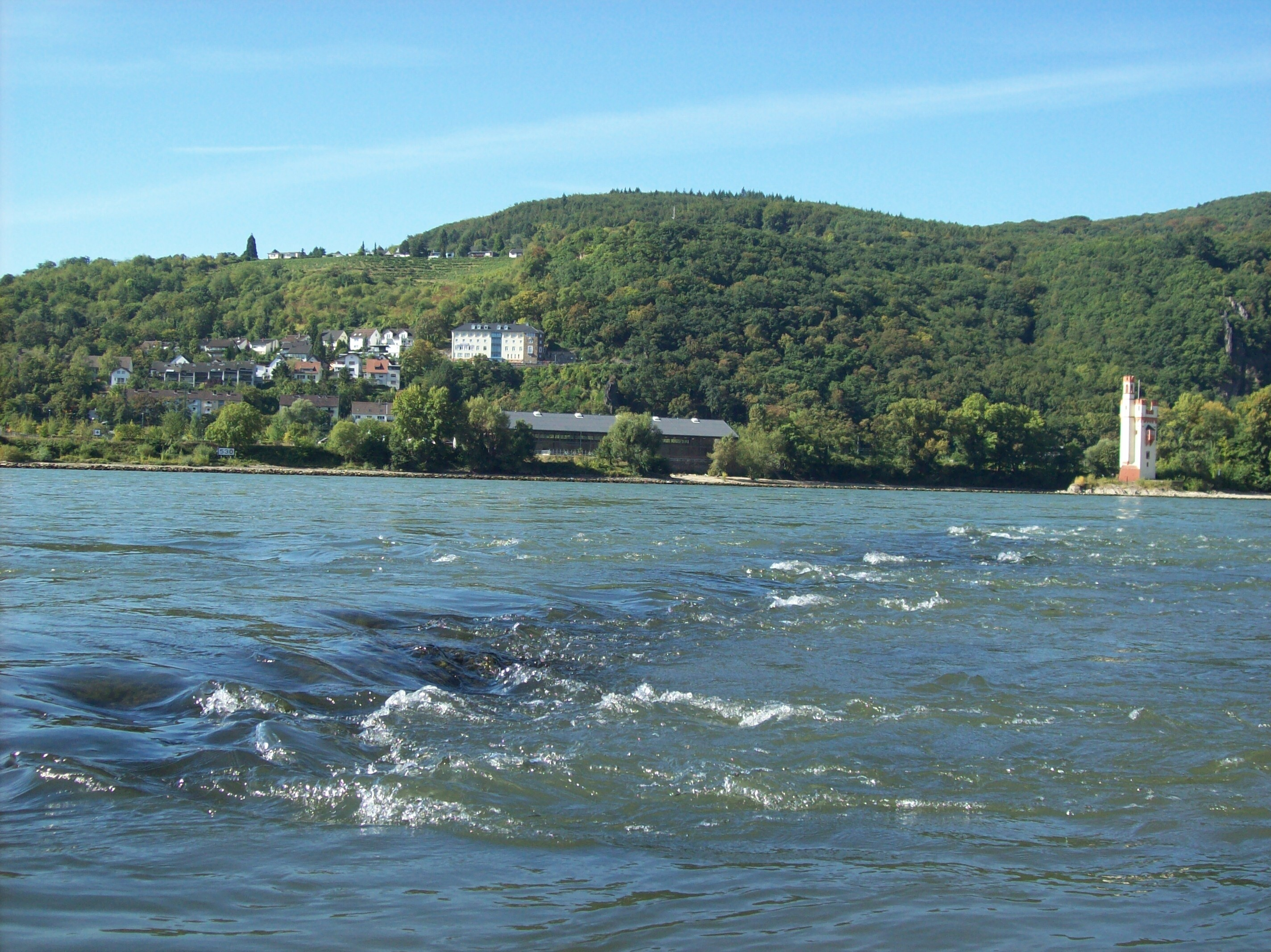
Fiddel
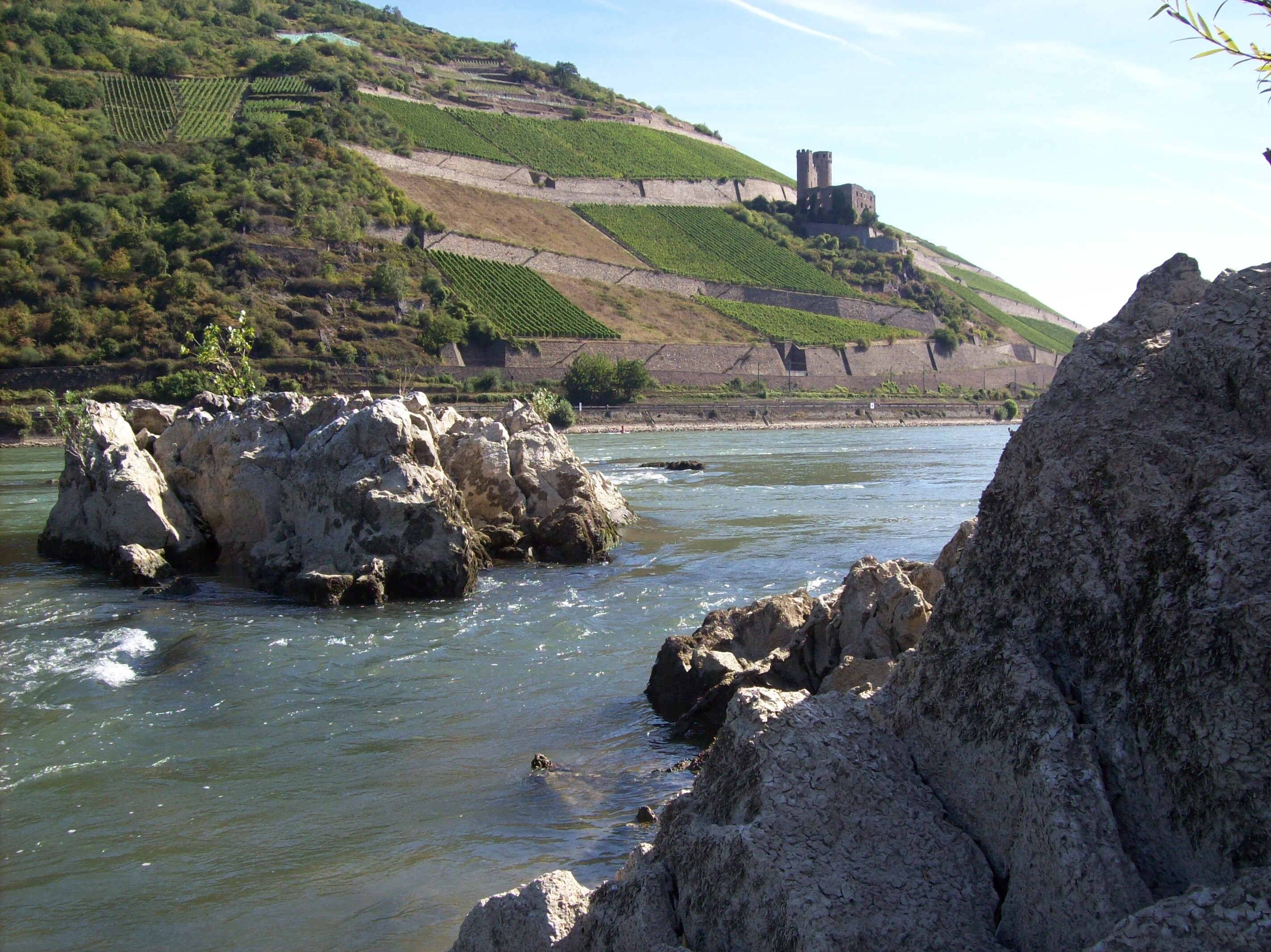
Lochsteine
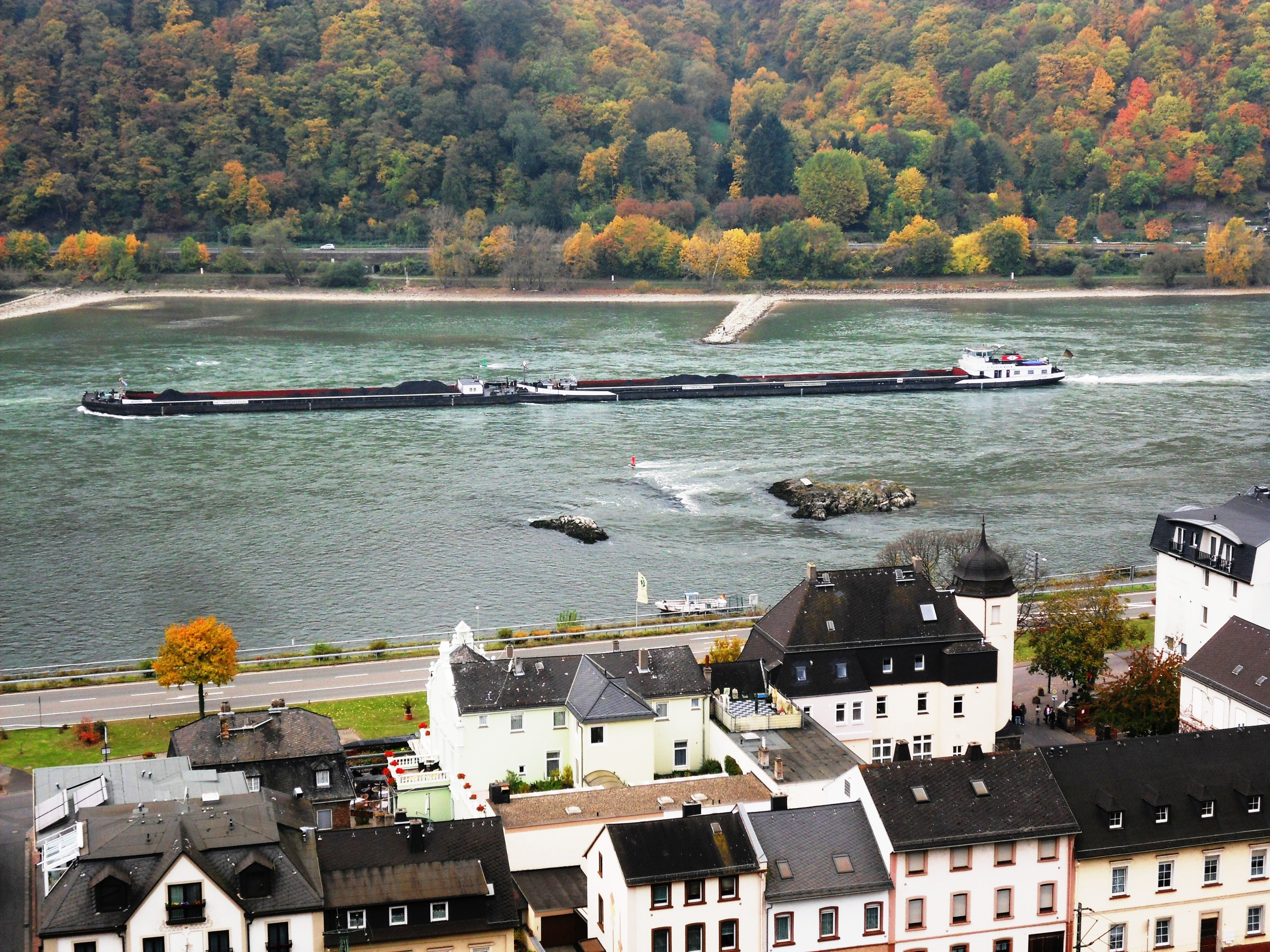
Großer und kleiner Leisten
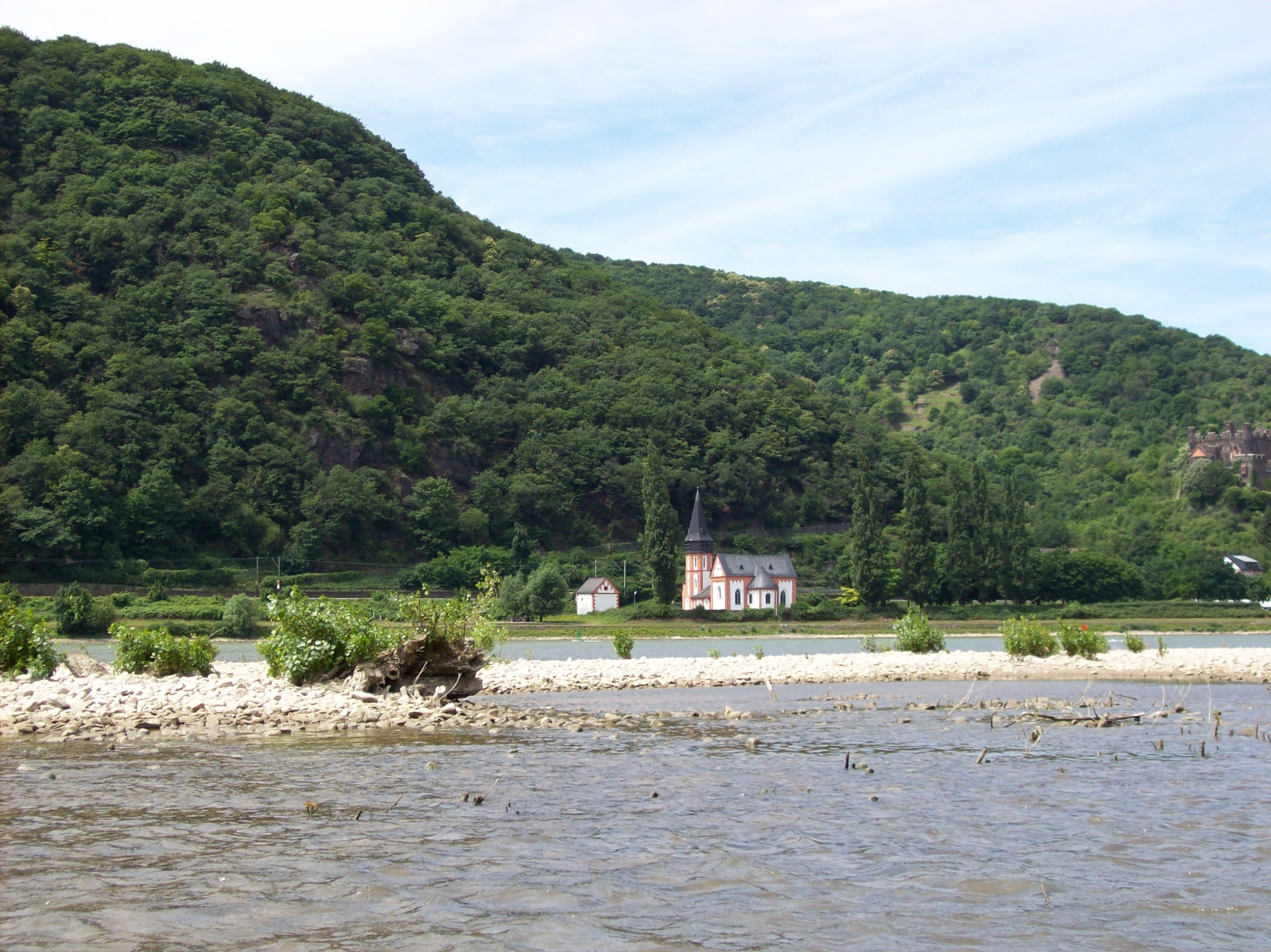
Clemensgrund und Clemenskapelle
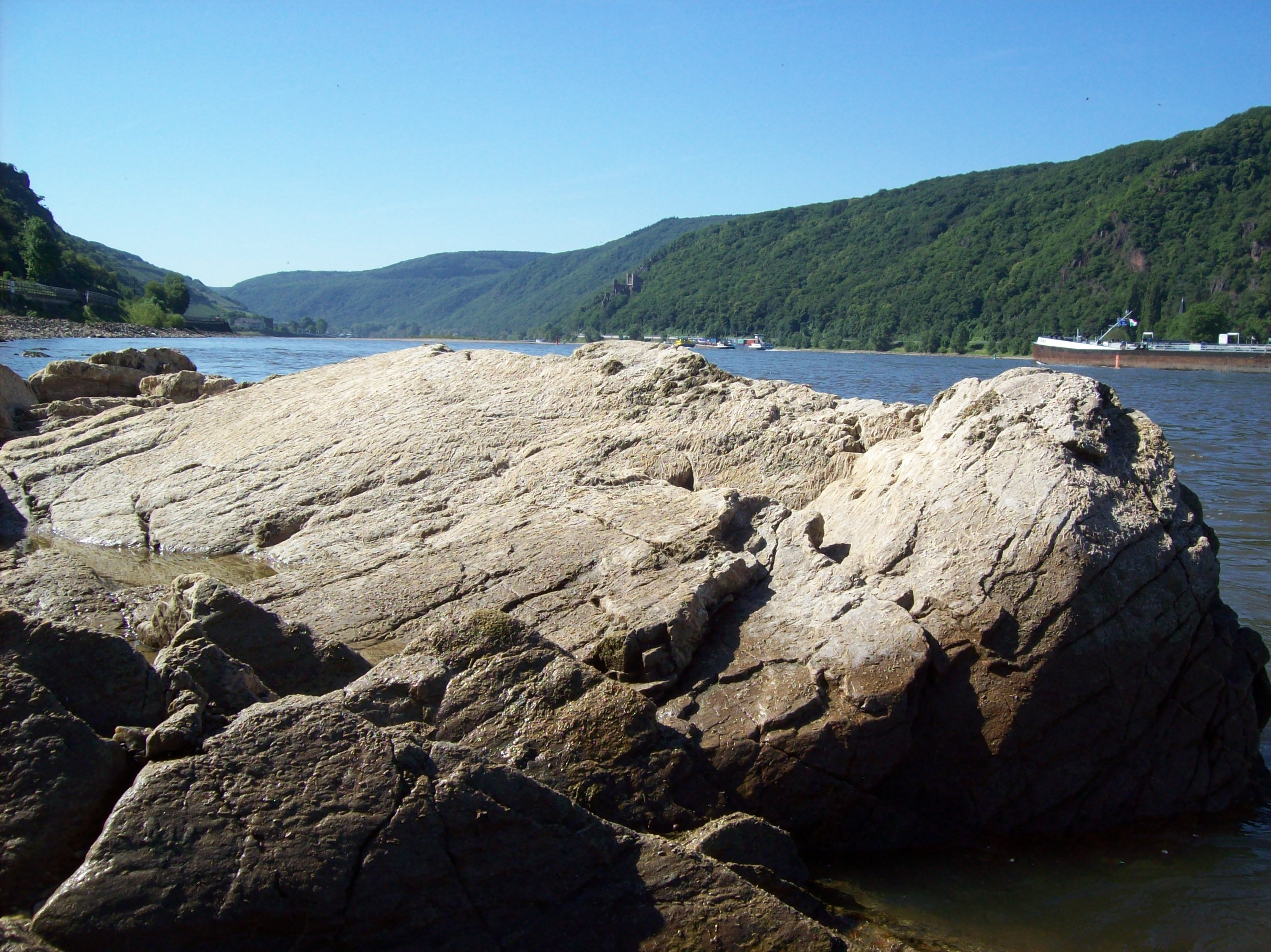
Teufelskaderleyen
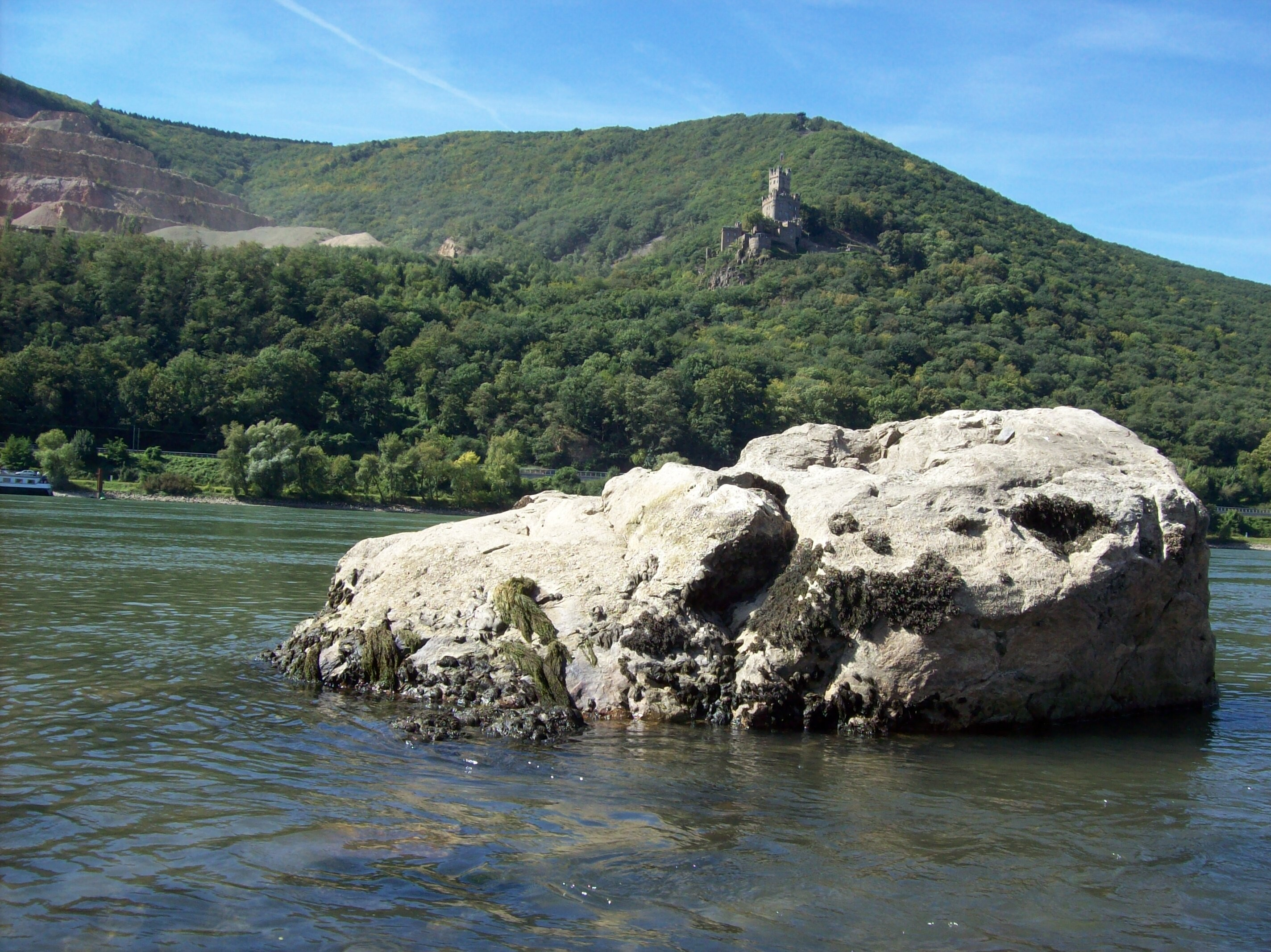
Großer Wacken
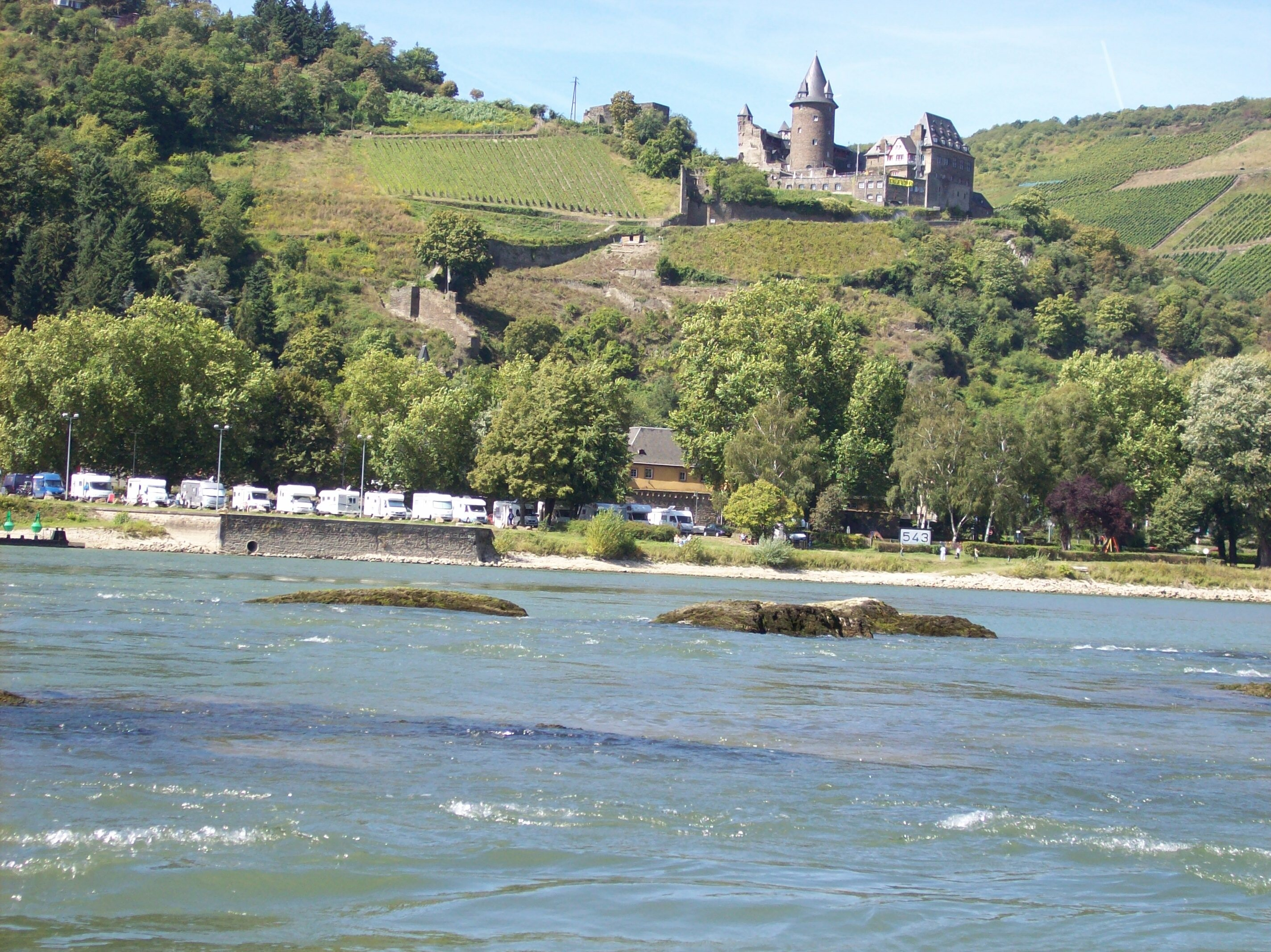
Klosterleyen
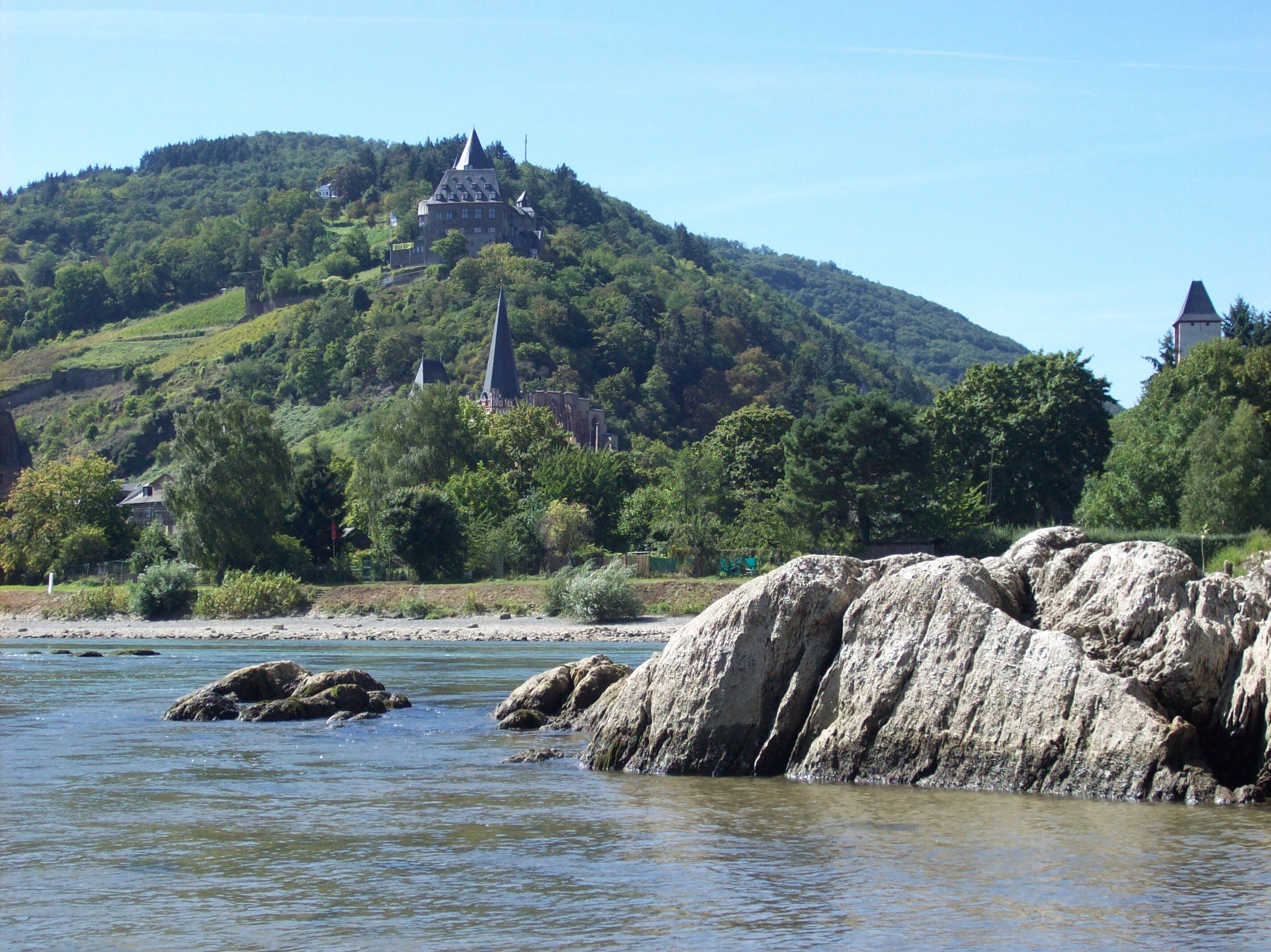
Bacharacher Werth mit Flossenreißer
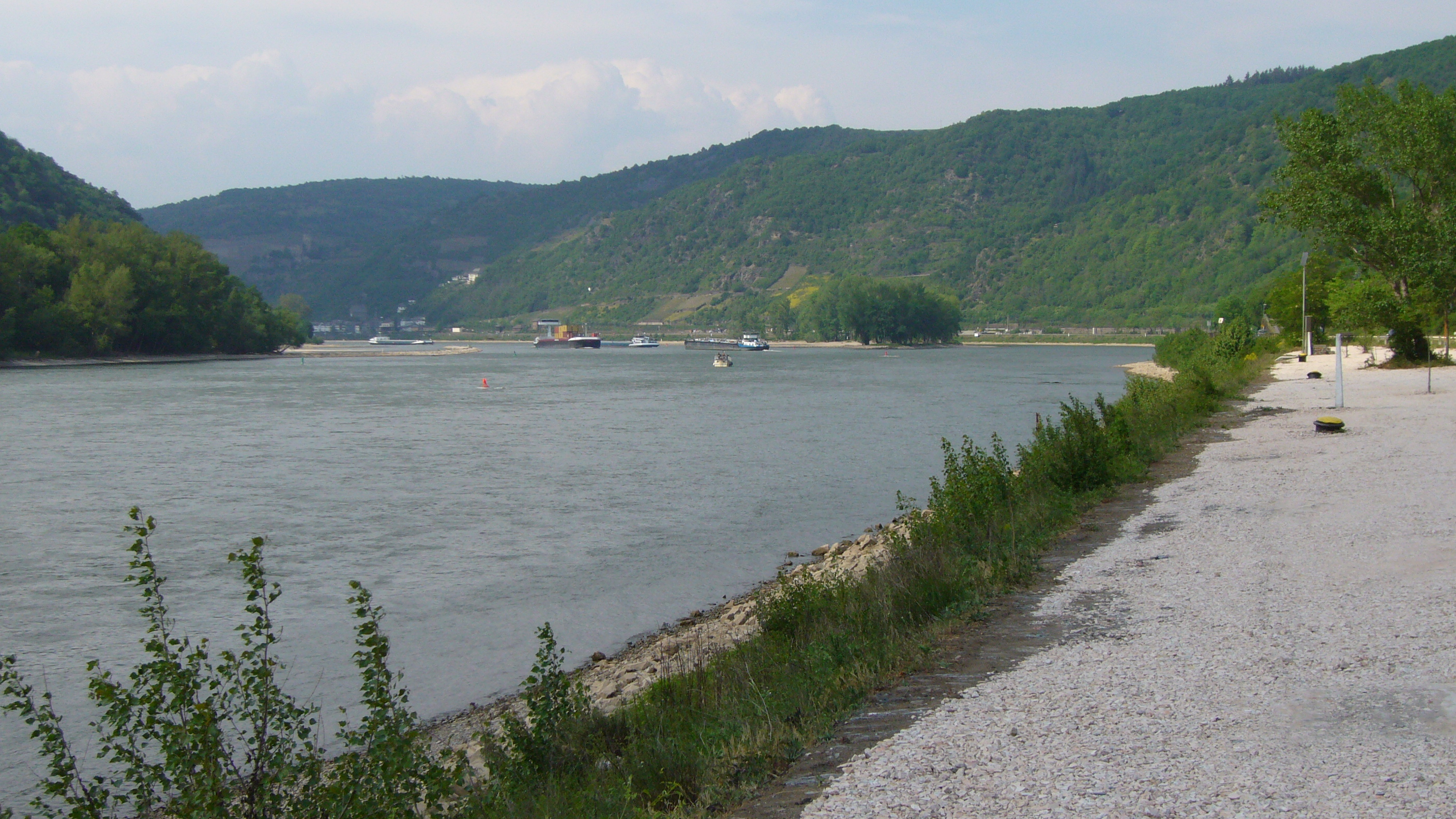
Wildes Gefähr(t), links Bacharacher, rechts Kauber Werth
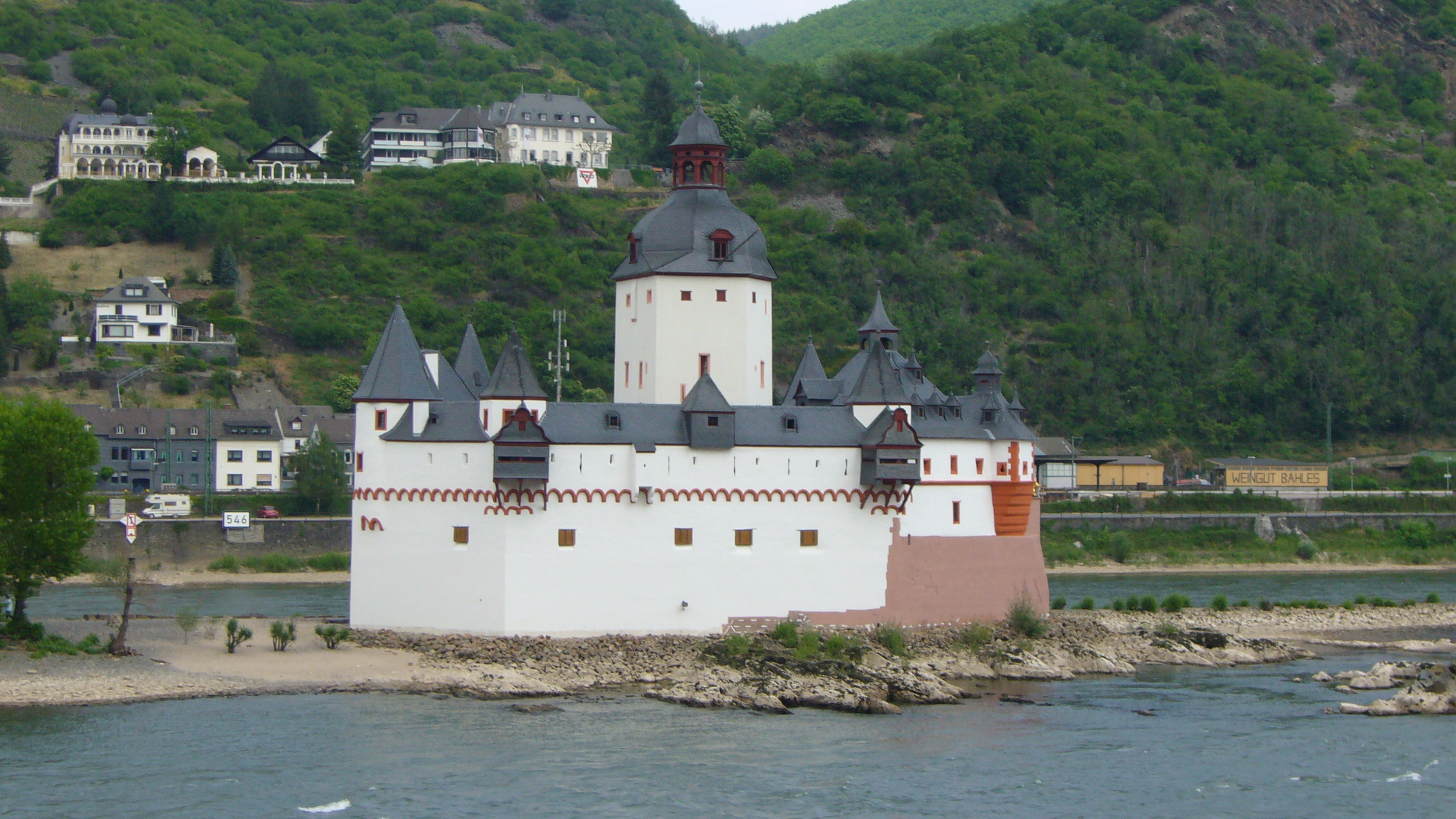
Pfalzgrafenstein
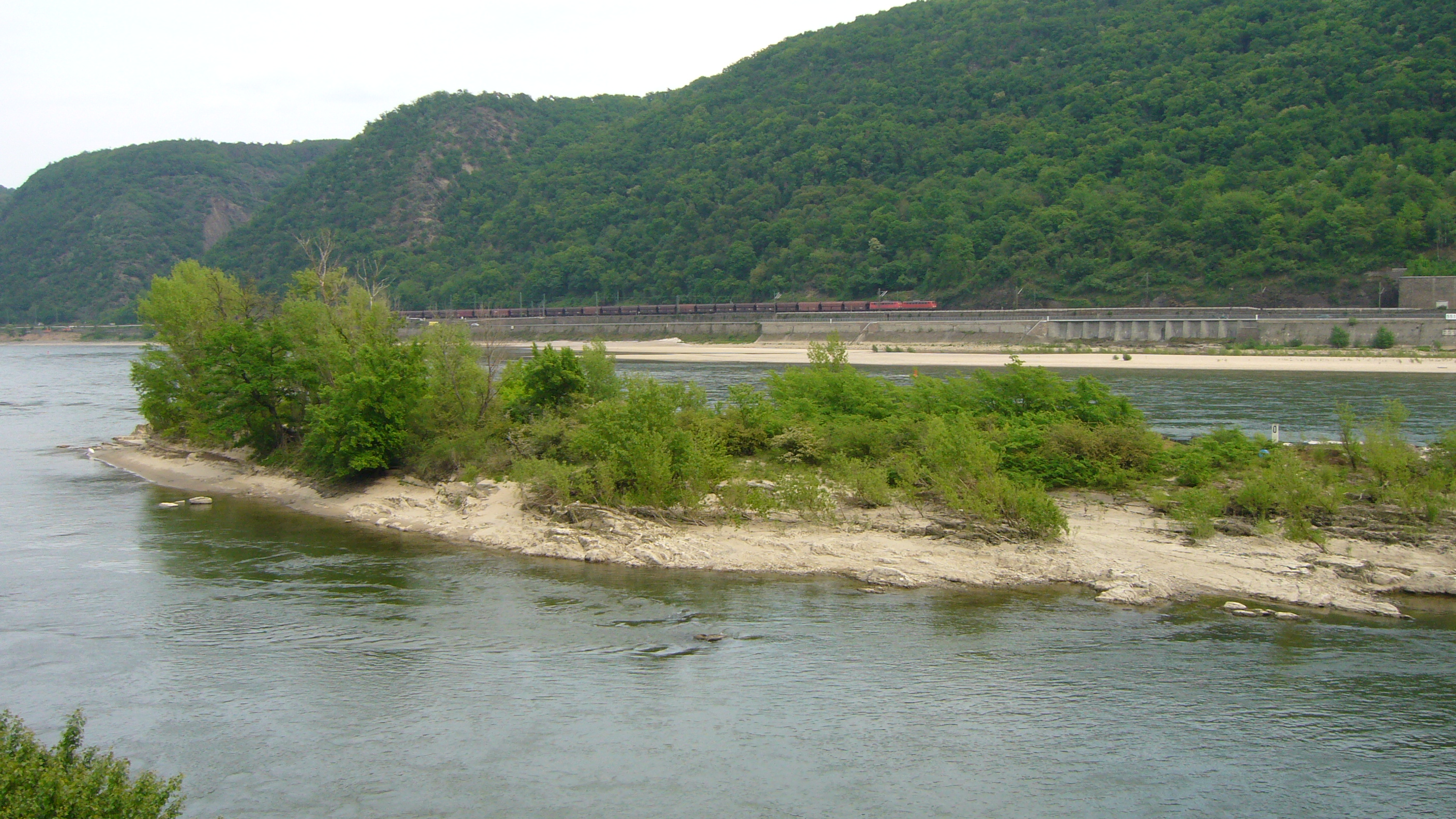
Tauber Werth
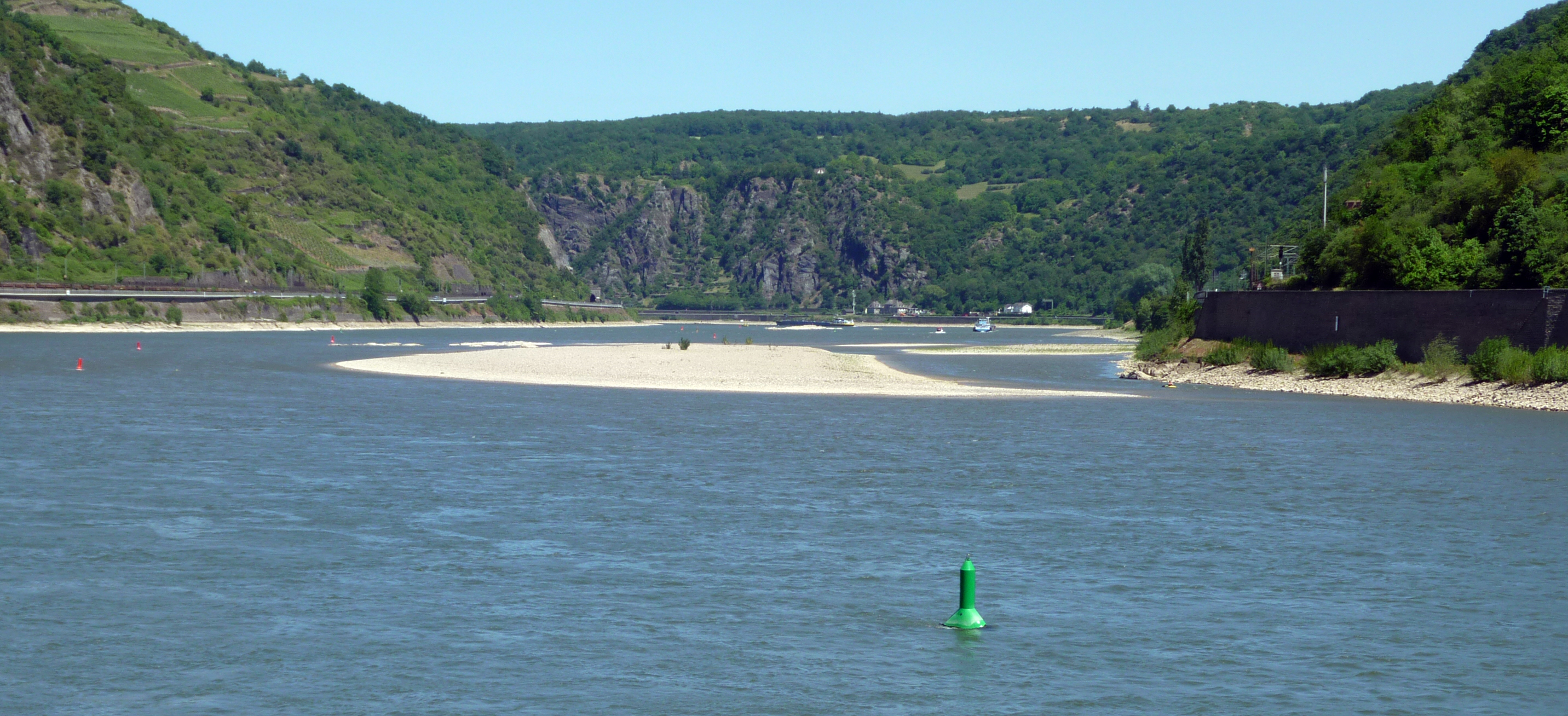
Jungferngrund gegenüber Oberwesel

## Die bekanntesten Untiefen
| Name                        | km          | Ufer      | Beschreibung |
| --------------------------- | ----------- | --------- | --- |
| Mühlstein                   | 529,2       | RU        | An diesem dicht am Rheinufer zwischen Rüdesheim und Burg Ehrenfels liegenden Felsen war früher eine Rheinmühle verankert. Unter einem im Fels eingelassenen eisernen Kreuz liegt das Herz des Geschichtsprofessors Niklas Vogt, ein Lehrer des Fürsten von Metternich. |
| Fiddel                      | 529,4       | RU        | Felsen, an ihm war früher die Zollkette zwischen dem Binger Mäuseturm und der Burg Ehrenfels befestigt. |
| Binger Loch                 | 530,6       | Fahrrinne | Unter der Regierung Friedrich Wilhelm III. wurde die Fahrrinne auf 30 Meter erweitert. 1832 wurde dort ein Denkmal errichtet. Die jetzige Breite beträgt 120 Meter. |
| Lochsteine                  | 530,6       |           | Reste der Felsbarriere im Binger Loch. |
| Langer Ort                  |             |           | Bezeichnet das Ende der schmalen Durchfahrt am Binger Loch. |
| Beckersley                  | 532,2       | LU        | Schieferfelsen, früher im Besitz einer Familie Becker. |
| Großer und kleiner Leisten  | 532,3       | RU        | Felsen in Stromrichtung verlaufend, in Assmannshausen. |
| Clemensgrund                | 533,7       | RU        | Benannt nach der ehemaligen Pfarrkirche Sankt Clemens in Trechtingshausen. |
| Teufelskader Leyen          | 534,9       | RU        | Felsen, aus dem lat. cataracta = Schleuse, Wasserfall. Teufel eventuell Personenname oder Hinweis auf verrufenen Ort. |
| Rösselgrund                 | 535,5       | LU        | Untiefe; mit Rossel oder Rösel wird ein Geröllhang bezeichnet, von dem Steine herunterrollen. |
| Heimbacher Loch             | 537,0       | LU        | Enges Fahrwasser. |
| Großer Wacken               | 537,2       | RU        | Mhd. Wacke, Feldstein aus dem Boden hervorstehend. |
| Cariusley                   | 538,8       | RU        | Felsen am Lorcher Werth. |
| Lorcher Kirchenleyen        | 540,1       | RU        | Bei der Kirche Sankt Martin gelegener Fels. |
| Kreuzbänke                  | 541,3       | RU        | Felsbank beim ehemaligen Kloster Fürstenthal. |
| Groscheley                  | 541,6       | RU        | Felsen |
| Lorchhausener Grund         | 542,2       | LU        | Untiefe und Kribben bei Lorchhausen. |
| Wirbelley                   | 542,9       | RU        | Felshang beim Strudel. |
| Ara Bacchi                  | 543,4       | Fahrrinne | 1850 weggesprengter Felsen. Auch Elterstein oder Altarstein. |
| Flossenreißer               | 543,5       | LU        | Fels, der die Flöße auseinanderreißt. |
| Das wilde Gefähr            | 544,7       | LU        | Fahrwasser zwischen Kauber- und Bacharacher Werth, seit 1976 entschärft. |
| Weinsteinerleyen            | 544         | LU        | Felsen zwischen LU und Bacharacher Werth. |
| Diebsteine                  | 544         | LU        | Felsen zwischen LU und Bacharacher Werth. |
| Rauscheley                  | 547,3       | RU        | Fels, Bezeichnung für Geröllabhänge am Mittelrhein. |
| Greyergrund                 | 547,6       | RU        | Untiefe |
| Wolfsnacker Bänke           | 548,2       | RU        | Felsen, vielleicht nach dem Wolf benannt, der früher hier heimisch war. |
| Rabenley                    | 548,8       | LU        | Felsen, auf dem Raben nisten. |
| Kirchley                    | 549,6       | LU        | Felsen an der Liebfrauenkirche. |
| Roßstein                    | 550,7       | RU        | Felsen, vielleicht abgeleitet von me rosteyne – Flachsröste oder rauer, nackter Stein. |
| Die sieben Jungfrauen       | 550,9       | RU        | Felsen und Sandbank. Die sieben Felsen sind der Sage nach sieben versteinerte Jungfrauen von der Schönburg, die wegen des Schabernacks, den sie mit ihren Freiern getrieben haben, zur Strafe versteinert wurden.                                                      |
| Hammer Leyen                | 550,8       | LU        | Fels mit Hamm wird der Außenbogen einer Flussbiegung bezeichnet. |
| Tauber Werth                | 551,0       | LU        | Insel; Tauf bezeichnet ein seichtes Wasserloch, bei Niedrigwasser kann man zu Fuß auf die Insel gehen. |
| Maarley                     | 551,5       | LU        | Felsen |
| Urbacher Grund              | 552,0       | RU        | Untiefe, Schwemmkegel des Urbachs. |
| Furtsley                    | 552,1       | RU        | Felsen, Furt, d. h. seichte Stelle im Wasser. |
| Geisenrücken und Heringsnas | 552,0–552,5 |           | Felsen, längs im Fluss verlaufende Felsrippe, erinnert an den Rücken einer Geiß, Heringsnas ist die südliche Spitze. Ab einem Pegelstand Kaub weniger als 1,30 m wird das linksrheinische Fahrwasser gesperrt.                                                         |
| Kammereck                   | 552,9       | LU        | Felsen, zu kamme – Gelände, das zur herrschaftlichen Finanzverwaltung gehört. |
| Alkensteine                 | 553,1       | RU        | Felsen |
| Sennerley                   | 553,2       | RU        | Felsen |
| Betteckbänke                | 553,4       | LU        | Felsbank am Betteck. |
| Die Longe und die Schappe   | 554,0       | RU        | Von lat. longus – lang und mhd. Schopp – Schuppen, Scheune, Gebäude am Ufer. An der Loreley war mit 26 Metern die tiefste Stelle im Rhein. |
| Betteck                     | 554,0       | LU        | Felsen, Signalstelle |
| Vierzehn Nothelfer          | 554,0       | LU        | Felsen; am Bahndamm, kurz vor der Tunneleinfahrt zum Bettecktunnel, befinden sich 14 stilisierte Heiligenhäuschen, der Bereich St. Goar bis Oberwesel war schon immer von den Schiffern gefürchtet.                                                                    |
| Lützelsteine                | 554,3       | LU        | Felsen, mhd.lützel = klein (vgl. engl. little), Signalstelle. |
| Grünsgrund                  | 555,0       | RU        | Untiefe, Siehe Grien – Kies, Geröll. 1976 weitgehend beseitigt. |
| Die Clode                   |             |           | Bei St.Goar. Clode – Enge Stelle, oder von Personennamen Cloth hergeleitet. |
| Bankeck oder Banksteine     | 555,4       | LU        | Felsen, heute Standort der Signalstelle und Lotsenmuseum. |
| Hartensteine                | 556,3       | RU        | Felsgruppe |
| Schwarzgrund                | 556,3       | LU        | Schwemmkegel |
| Kessel und Wirbel           | 555,6       | LU        | Felsen |
| Eselsgrund                  | 555,9       | RU        | Untiefe, Ablagerungen des Forstbaches, mit Esel wird auch ein hölzernes Gestell bezeichnet. |
| Hasenbachgrund              | 556,7       | RU        | Untiefe Hasenbachmündung. |
| Am Hottentot                | 559,2       | LU        | Felsen; Verballhornung von Hundort direkt am Hundhafen. Hund wird im Rheinischen auch ein starker Tannenbaum genannt. |
| Wellmicher Ort              | 559,7       | RU        | Sandbank an der Mündung des Wellmicher Bachs. |
| Gaulsgrund                  | 562,0       | RU        | Untiefe beim Gaulsbach. |
| Hirzenacher Leyen           | 562,8       | LU        | Felsen |
| Kesterter Grund             | 563,0       | RU        | Kiesgrund am Gleithang bei Kestert |
| Am Nonnenstein              | 563,8       | LU        | Untiefe, hier setzten früher die Pilger auf dem Weg nach Kamp-Bornhofen über. |
| Kesterter Leyen             | 563,9       | RU        | Felsnase |
| Am Schneider                | 565,2       | LU        | Reede, Bad Salzig (Familienname) |
| Am steinernen Mann          | 568,1       | LU        | Untiefe, am Ufer alter Meilenstein. |
| Bornhofener Grund           | 567,8       | RU        | Grund, Untiefe |
| Martinsgrund                | 569,5       | LU        | Untiefe, benannt nach der schon im Jahr 911 erwähnten Kapelle Sankt Martin. |
| Bischofsgrund               | 569,3       | RU        | Untiefe Kiesgrund in der Nähe der alten Burg in Kamp. |
| Filsener Leyen              | 570,3       | RU        | Felsen bei Filsen. |
| Filsener Grund              | 572,5       | RU        | Geröllbank bei Filsen. |
| Peternacher Leyen           | 573,3       | LU        | Untiefe, Schieferfelsen bei der ehemaligen Siedlung Peternach. |
| Osterspaier Sand            | 573,8       | RU        | Sandbank am Gleithang bei Osterspai. |
| Auf der Schottel            | 576,5       | LU        | Untiefe, früher langgezogener Kiesrücken; Schotter-Schottel. |
| Das enge Türchen            | 576,5       | RU        | früheres Fahrwasser für Schiffe mit wenig Tiefgang. |
| Bücklingsgrund              | 579,0       | LU        | Untiefe |
| Niederspayer Fahrwasser     | 580,0       | LU        | Untiefe |
| Braubacher Grund            | 580,0       | RU        | Untiefe, trennt Braubacher- von Niederspayer Fahrwasser. |
| Breyer Leyen                | 581,0       | LU        | Felsen bei Brey. |
| Schlierbachsort             | 581,7       | RU        | Schwemmkegel Mündung Schlierbach. |
| Königsstuhlgrund            | 583,7       | LU        | Untiefe auf Höhe des Königsstuhls bei Rhens. |
| Kapuzinergrund              | 591,5       | LU        | Untiefe in Koblenz, auf der die Römer 49 n. Chr. eine Rheinbrücke erbauten. |
| Unkelstein                  | 636,6       | LU        | Basaltriff gegenüber von Unkel |
| Deutzer Platte              | 687,3       | Fahrrinne | 500 m lange Kies- und Sandbank die durch die Aufweitung des Flussbetts und der damit verbundenen Verringerung der Fließgeschwindigkeit unterhalb der Hafeneinfahrt entsteht.                                                                                           |

## Häufige Namensbestandteile
- Bank – Sand- oder Kiesbank
- Eck – scharfe Flussbiegung oder Felsvorsprung
- Gefähr – gefährliche Stelle, manchmal auch Gefährt
- Grien – sandiges Ufer, aus dem Mittelhochdeutschen, teilweise auch Grün
- Grund – Ablagerungen im Bereich von Flussmündungen und Gleithangufern
- Leisten – Felsrippe in Flussrichtung
- Ley – Felsen, Schieferfelsen
- Loch – Einschnitt in eine Felsbarriere
- Rücken – langgestreckte Erhebung
- Wacken – dicker Felsbrocken
- Wirbel – Strudel

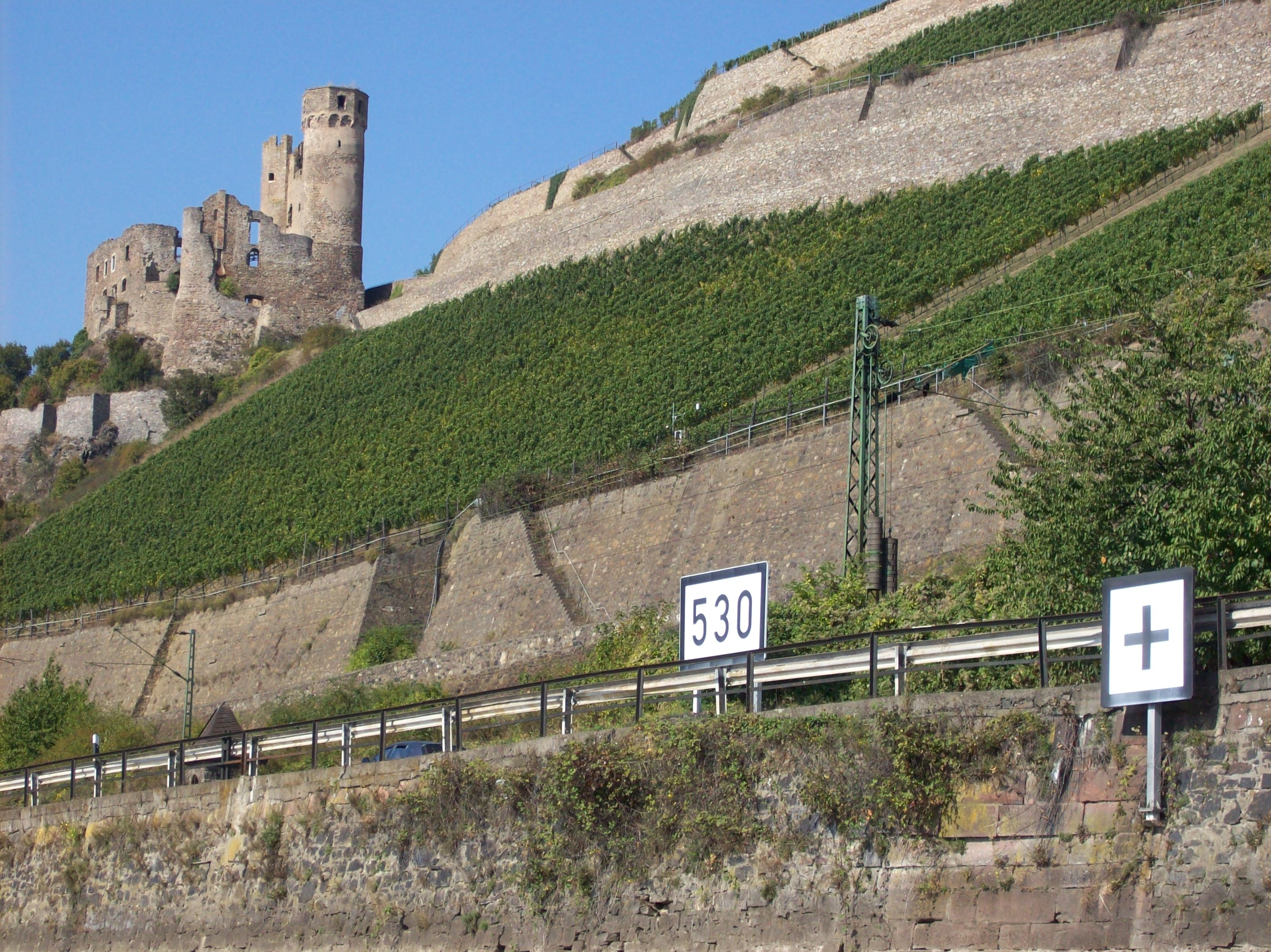
„Kurzer Kilometer“ bei Rüdesheim
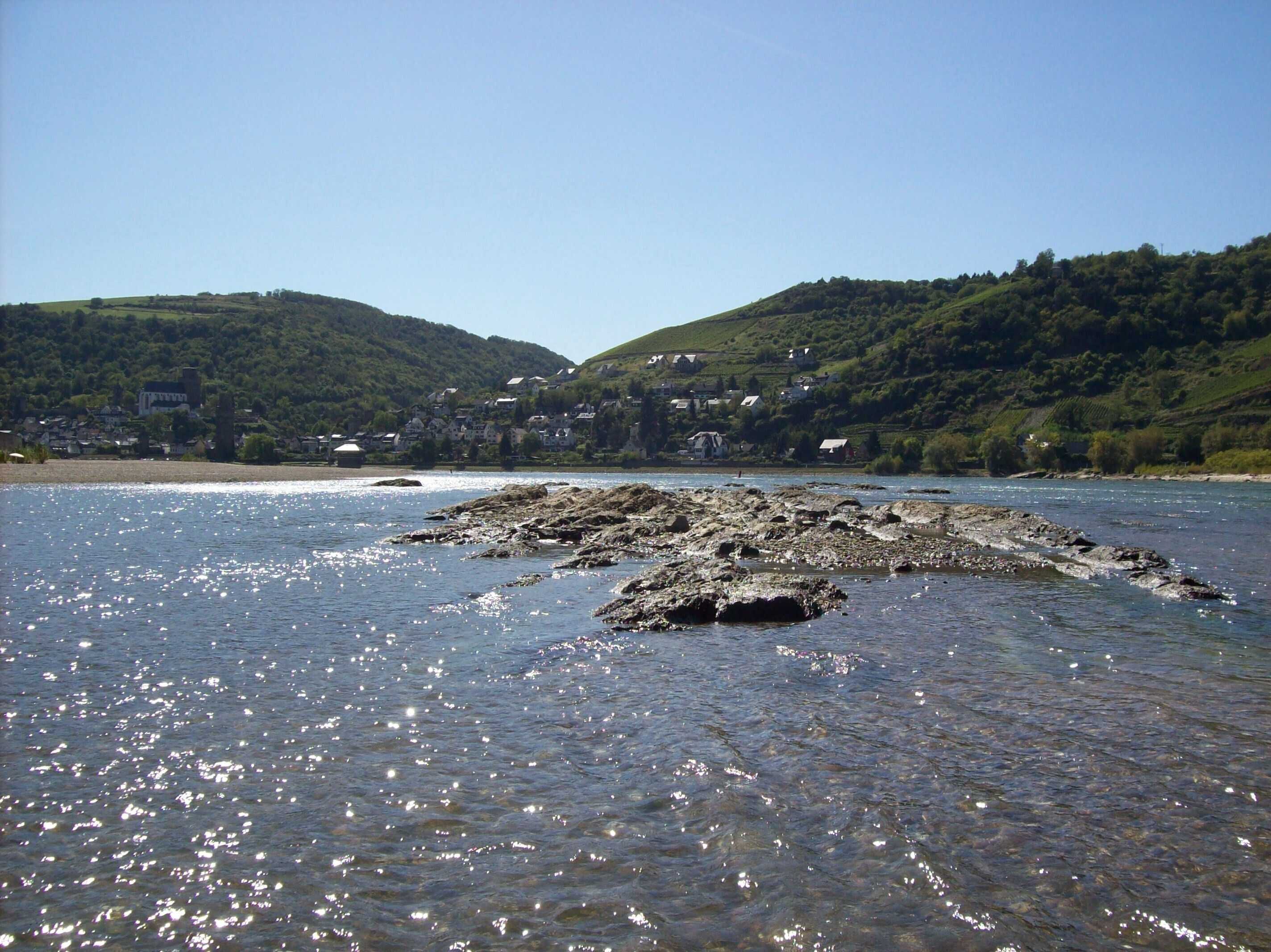
Die sieben Jungfrauen
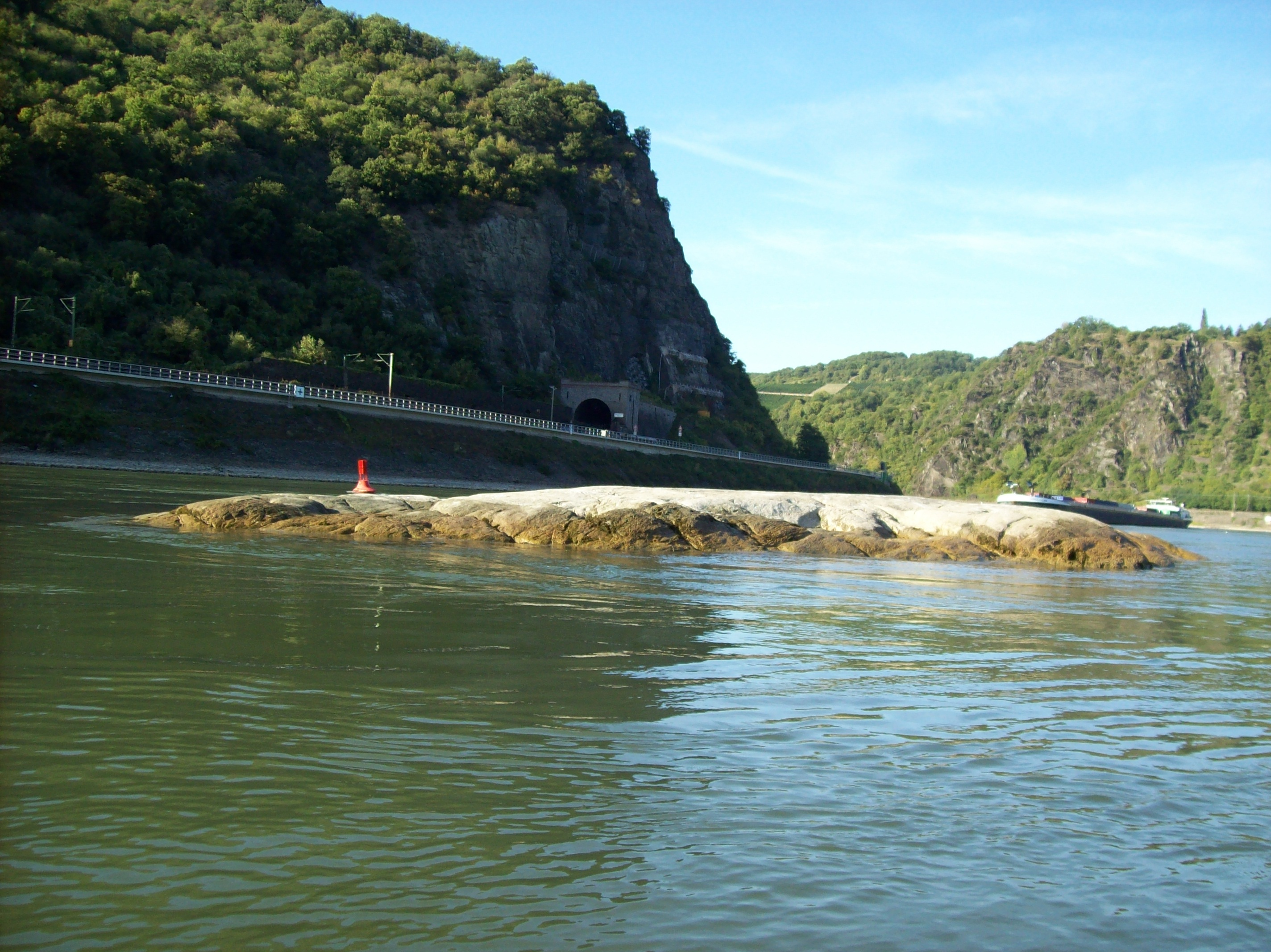
Geisenrücken
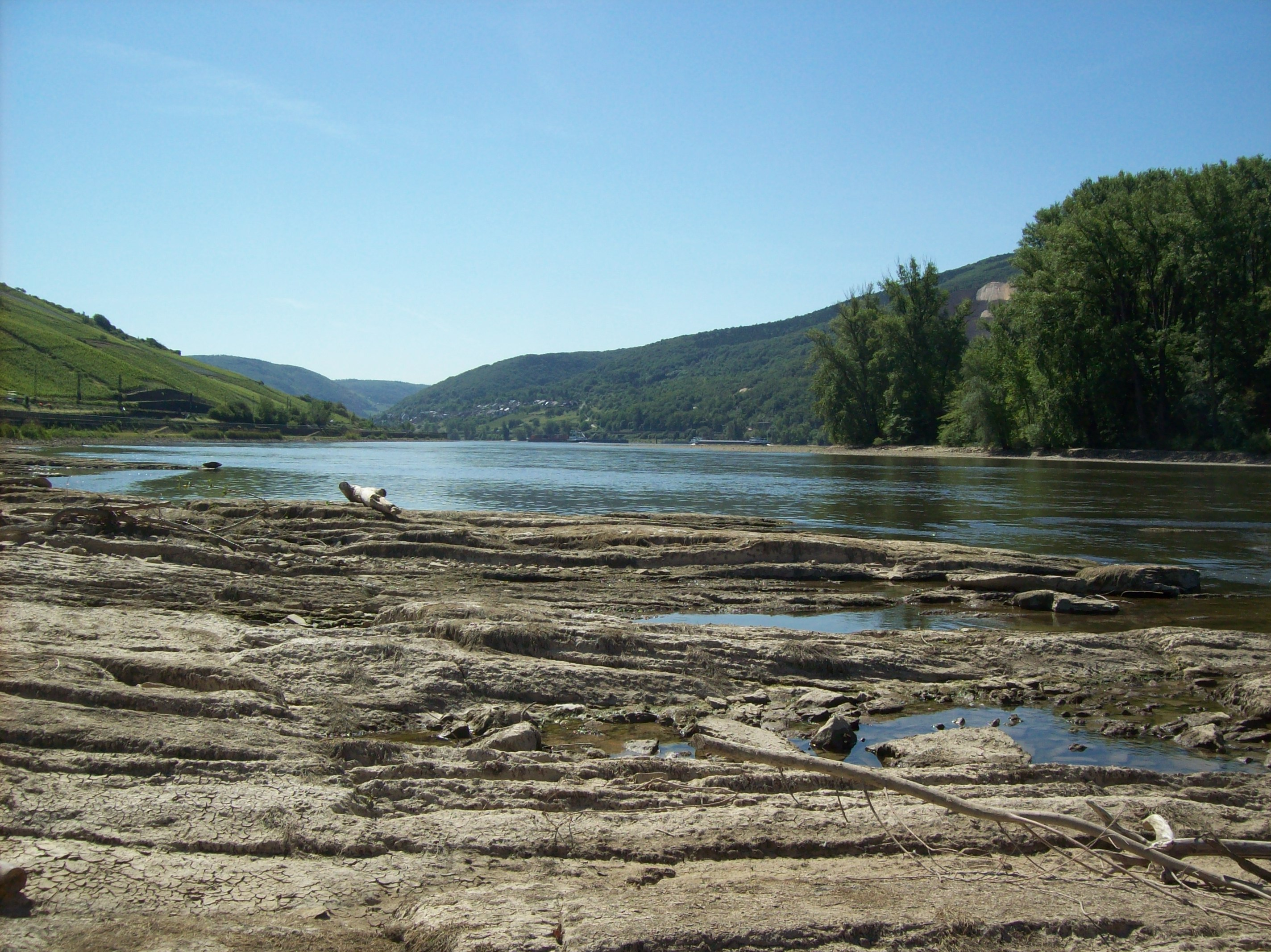
Bächerley
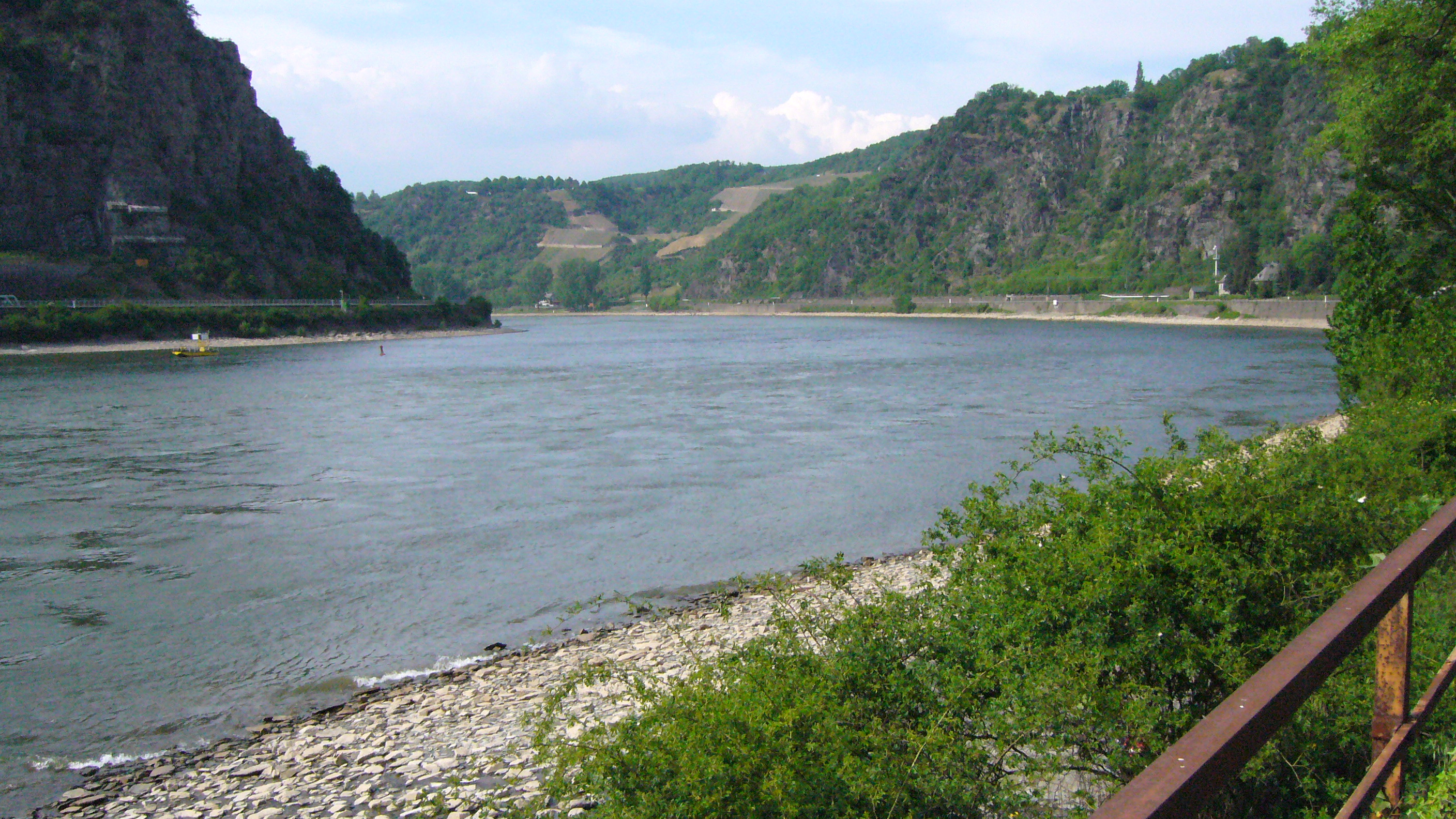
Kammereck
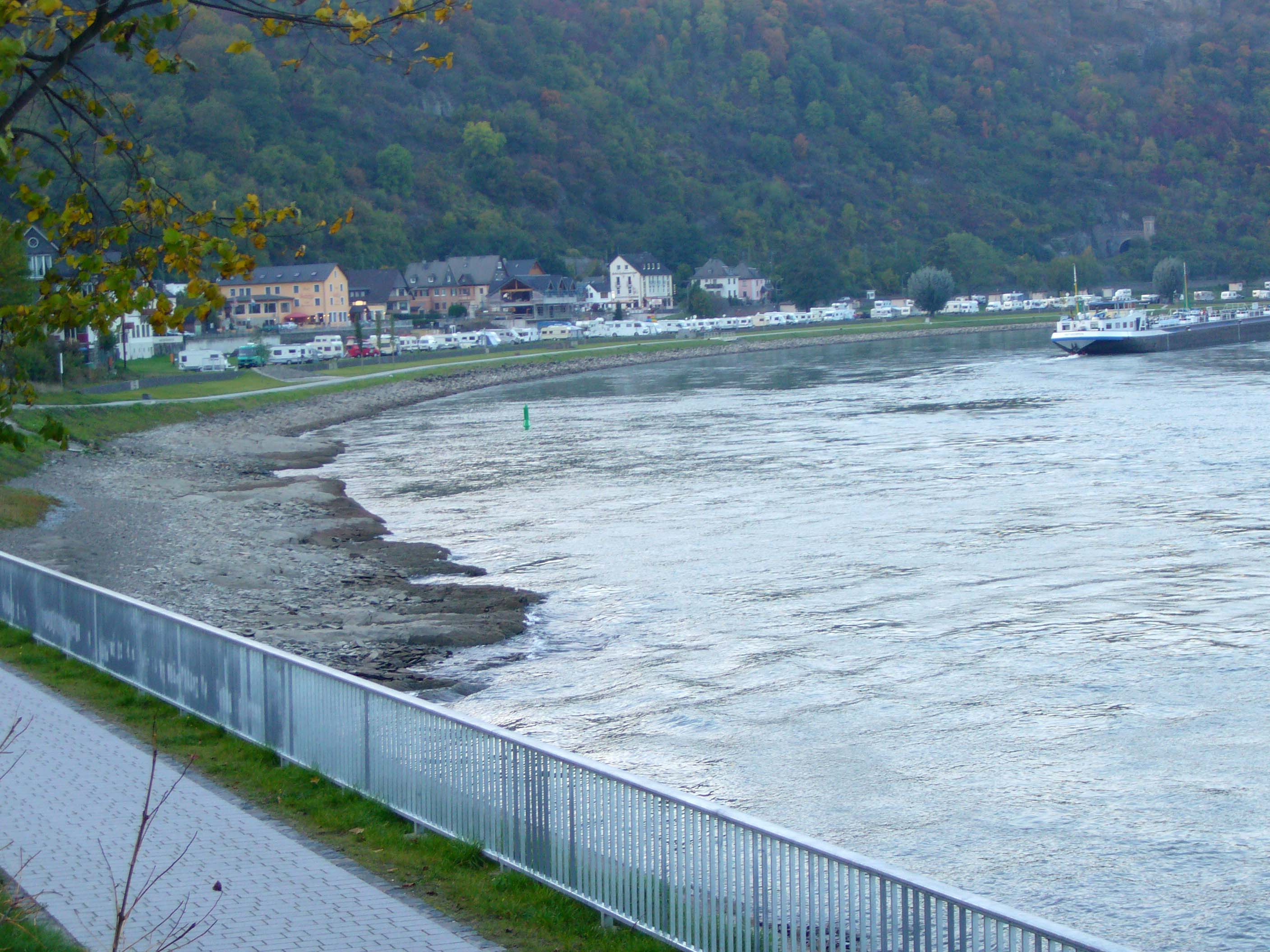
Reste der Lützelsteine
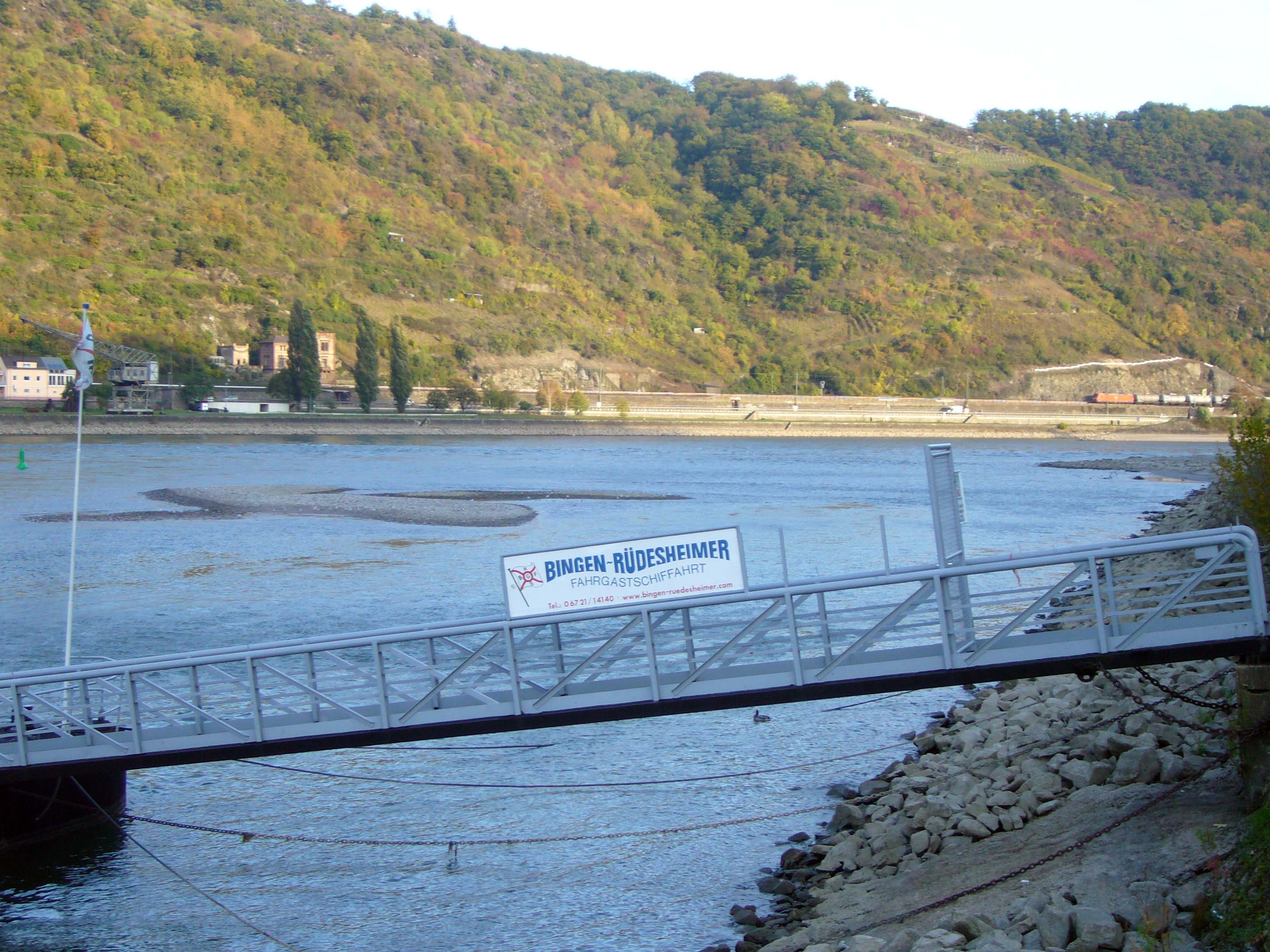
Untiefe am Bankeck, im Vordergrund: Schwarzgrund
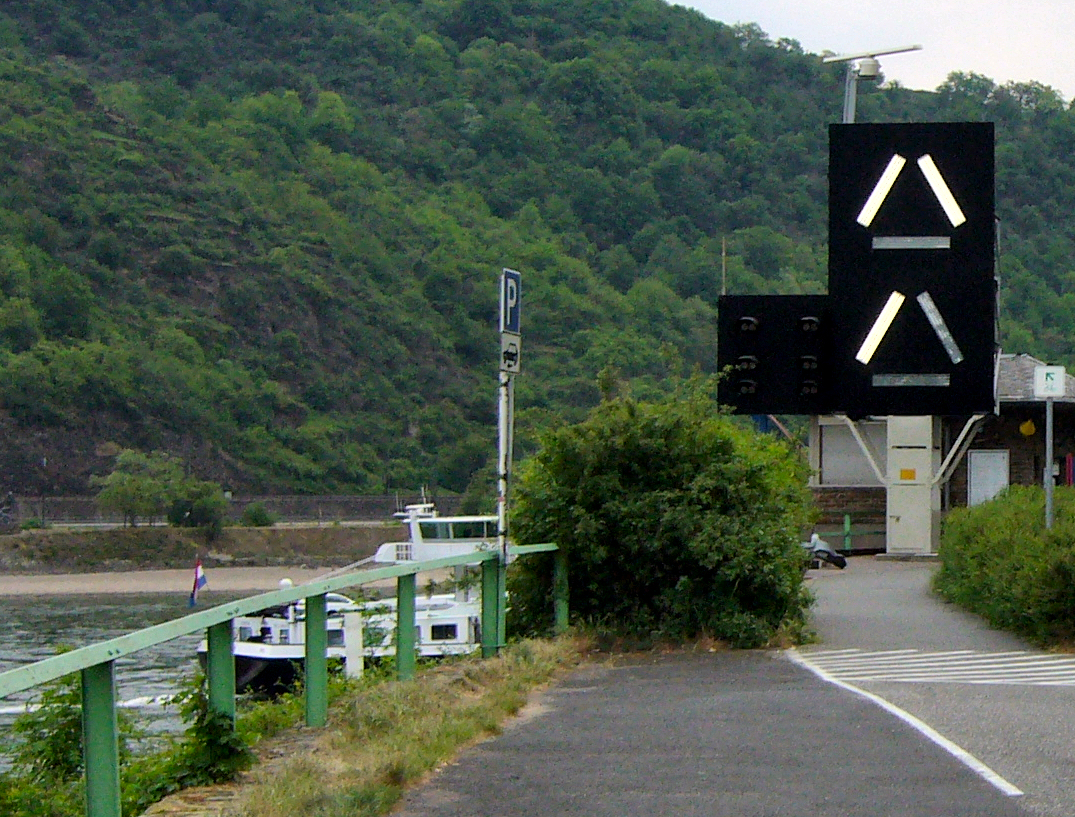
Signalstelle am Bankeck
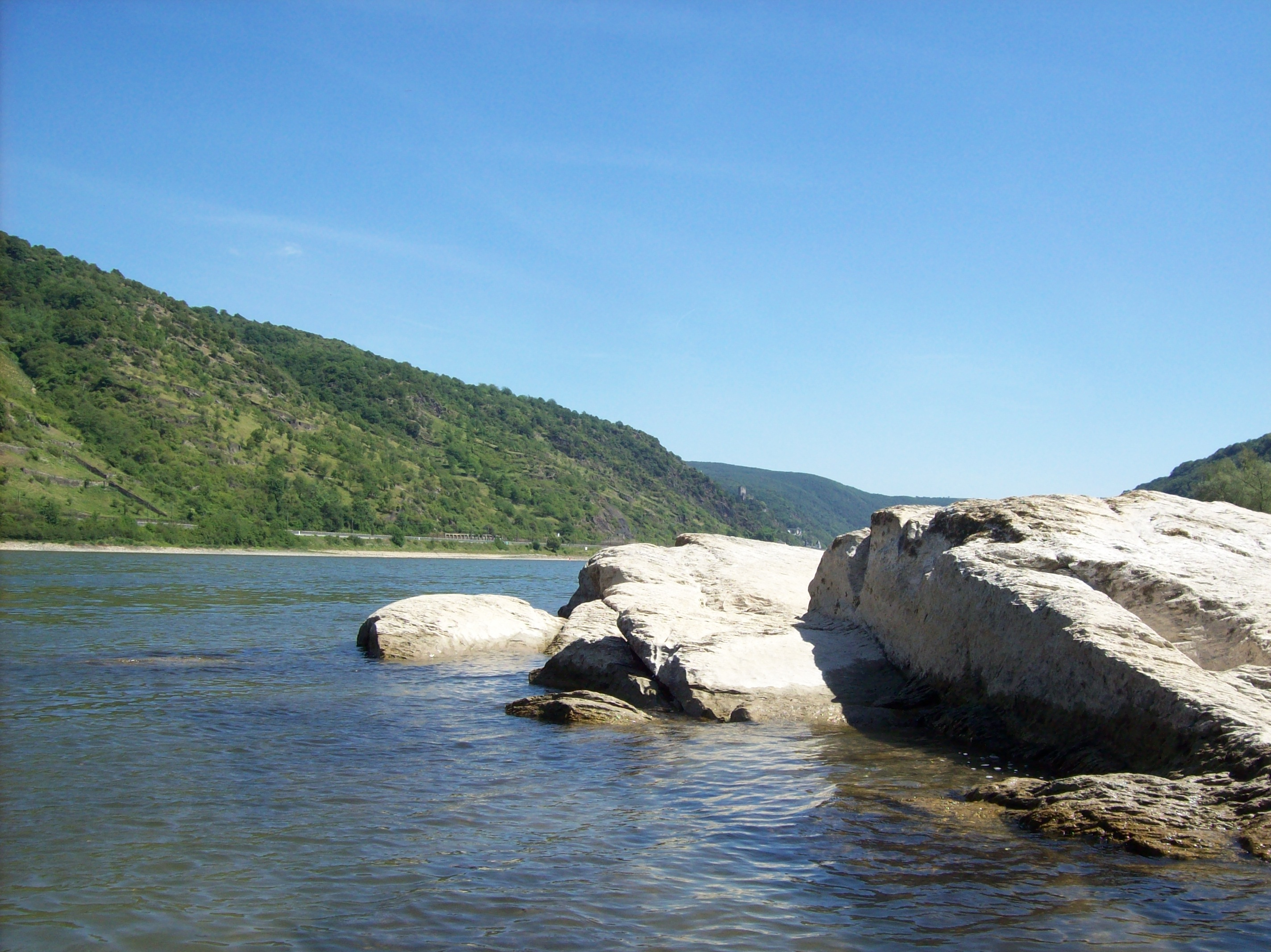
Rabenley bei Niedrigwasser 2011
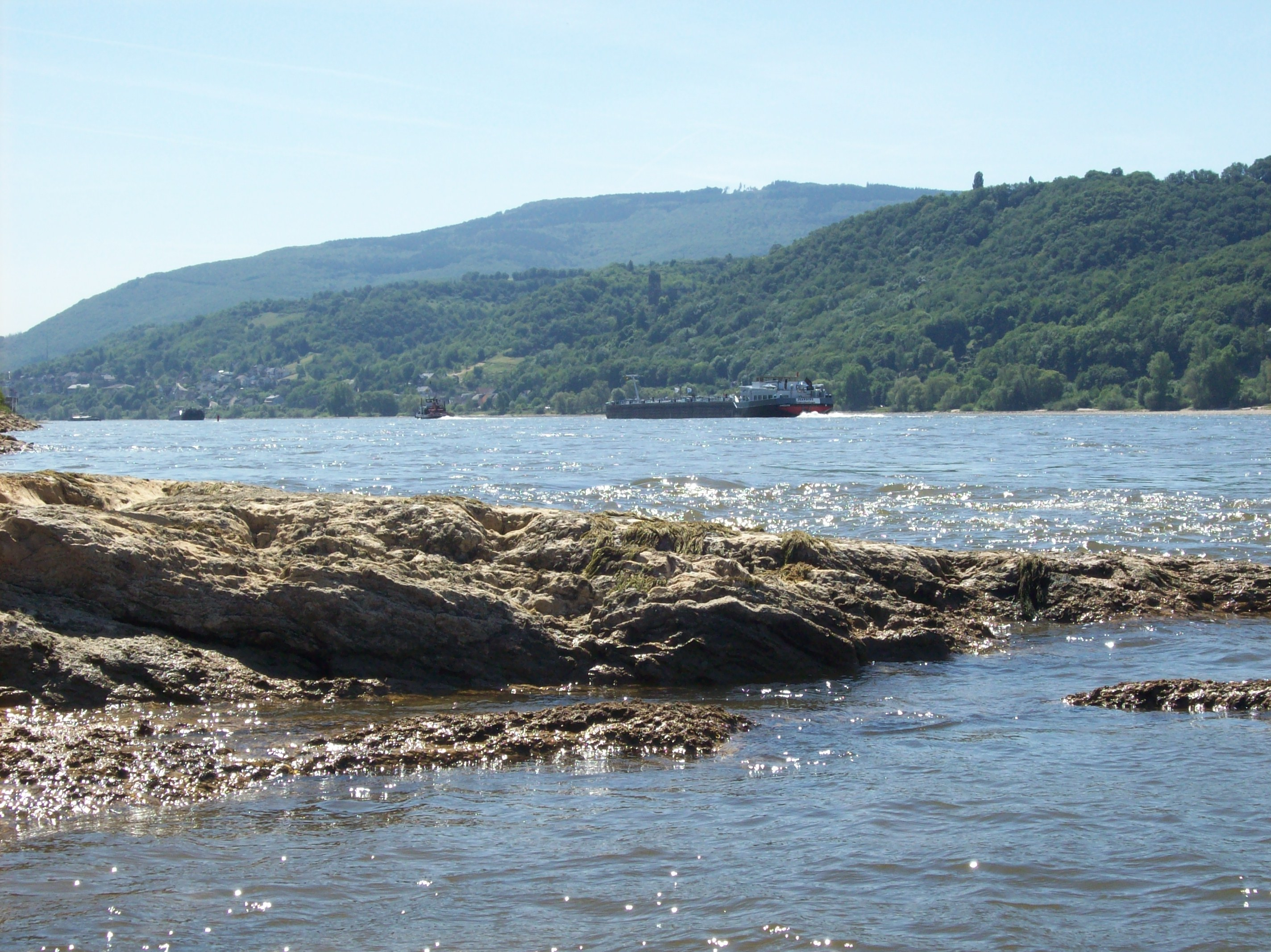
Wirbeley bei Niedrigwasser 2011
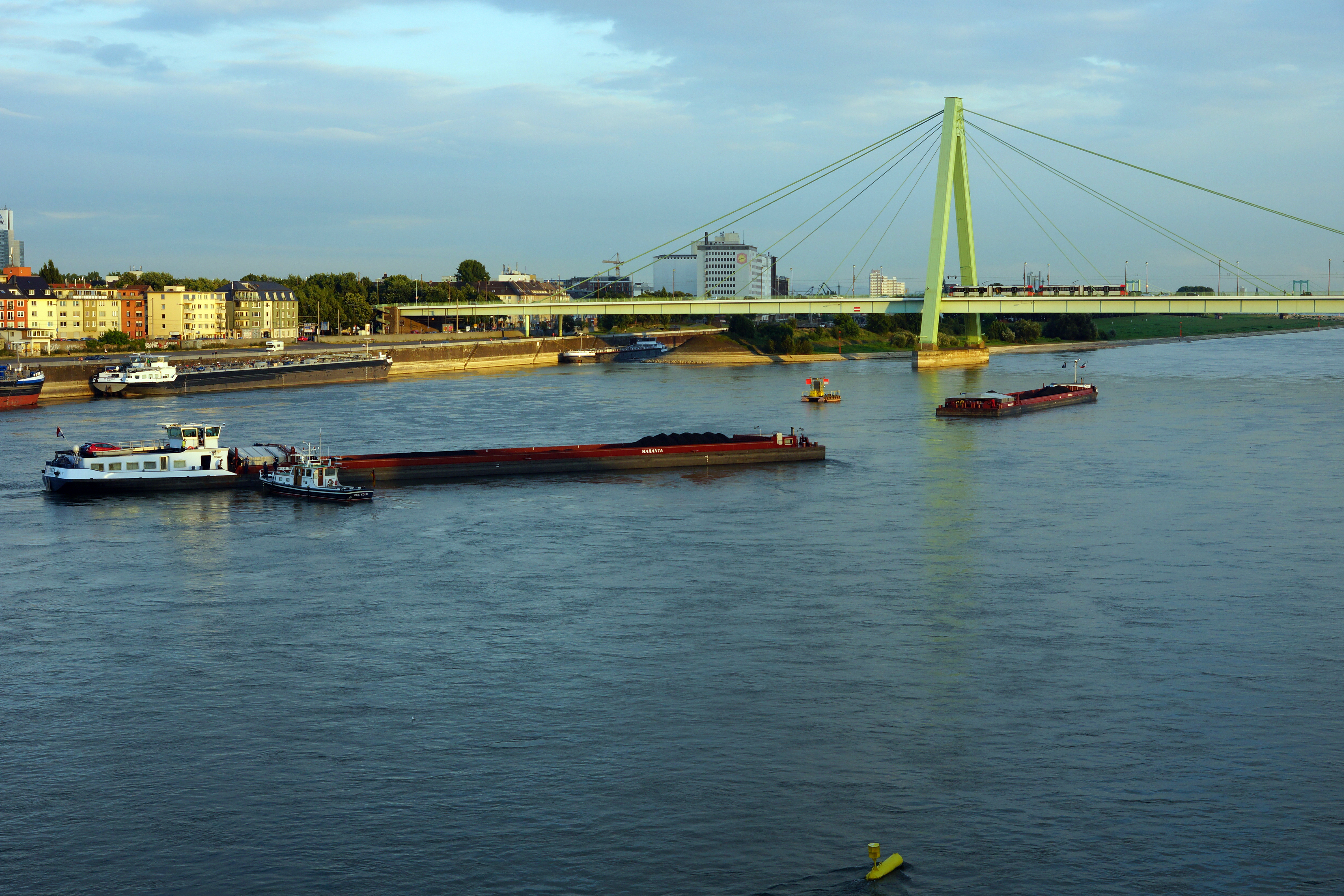
Festgefahrener Frachter auf der Deutzer Platte
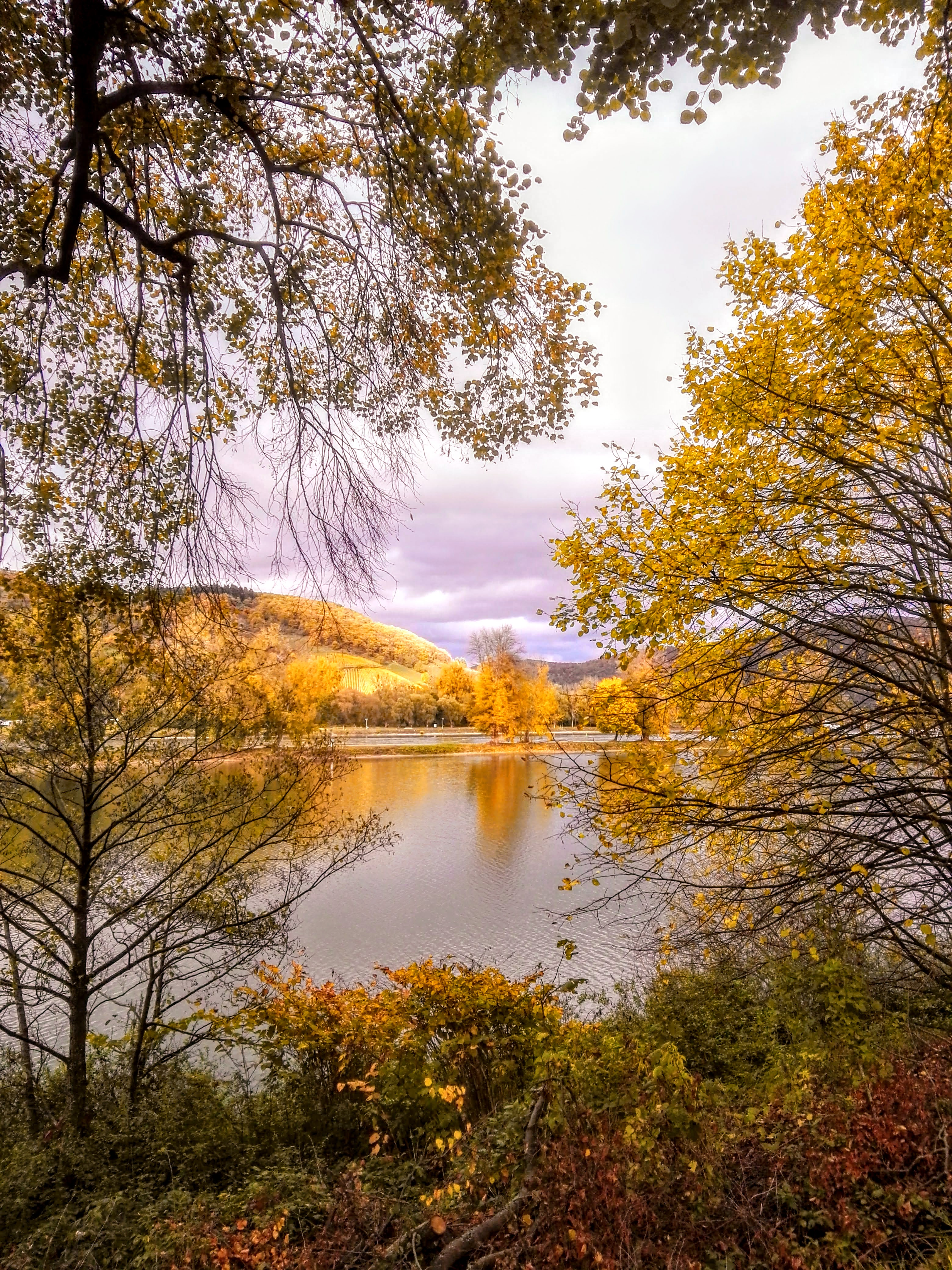
Naturschutzgebiet "Auf der Schottel"